# Відкриття Америки Колумбом
Відкриття Америки Колумбом — випадкове відкриття (точніше перевідкриття) нової частини світу (що пізніше отримала назву Америка) іспанською морською експедицією на чолі з генуезьким капітаном Христофором Колумбом, метою якої було знайти морський «західний» (трансатлантичний) шлях з Європи до «Індії», під якою в ті часи широко розуміли усю Південну і Південно-Східну Азію.
Датою відкриття Америки Христофором Колумбом вважається 12 жовтня 1492 року, коли, відповідно до відтвореного Бартоломе де лас Касасом бортового журналу Колумба, члени іспанської експедиції висадились на одному з островів Багамського архіпелагу, який місцеві мешканці Карибського басейну називали Гуанахані (імовірно — сучасний острів Сан-Сальвадор). Відкриття Америки експедицією Колумба стало однією з найвизначніших подій сучасної історії. Дата цієї ключової події Доби великих географічних відкриттів часто розглядається як епохальна межа між Середньовіччям і Новою історією (сучасністю).
Наприкінці XV століття Португальське королівство в пошуках морського шляху до Індії наполегливо посилало одну за одною морські експедиції на схід, сподіваючись досягнути Індії в обхід Африки. Водночас Колумб, спираючись на вчення про кулястість Землі, був переконаний в можливості знайти морський шлях до Індії, також пливучи і на захід. Цей план довго не знаходив підтримки ані в Португалії, ані в Іспанії, але після захоплення Гранади і завершення Реконкісти плани Колумба нарешті підтримали католицькі королі Ізабелла I Кастильська та Фернандо II Арагонський. 3 серпня 1492 року (за юліанським календарем) Колумб вирушив у перше плавання на чолі невеличкої флотилії з трьох кораблів з андалузького Палос-де-ла-Фронтера і загалом здійснив чотири подорожі до Нового Світу.
На відміну від відкриття Америки скандинавськими вікінгами приблизно на 500 років раніше, відомості про відкриття Нового Світу Колумбом досить швидко поширились серед широких верств населення європейських країн. Цей прорив відкрив період, знаний як Доба великих географічних відкриттів, яка ознаменувалася колонізацією американського континенту, пов'язаним біологічним обміном і трансатлантичною торгівлею. Ці події, вплив і наслідки яких зберігаються дотепер, часто називають початком сучасної ери.
Під час подорожей Колумба Америка була населена корінними жителями Америки. Незабаром після першого контакту євразійські хвороби, такі як віспа, почали спустошувати корінне населення. Колумб брав участь у початку іспанського завоювання Америки, яке передбачало жорстоке поводження та поневолення тисяч корінних жителів. Спроби іспанської колонізації Америки почались вже під час першої з чотирьох подорожей Колумба.
Хоча на відкритих ним землях Колумб не зустрів «індійських» міст та торговців з їхніми так бажаними європейцями «індійськими» товарами — різноманітними прянощами, до самої своєї смерті він стверджував, що досяг саме східного узбережжя Індії. Колумб помер у 1506 році, а наступного року Новий світ був названий «Америкою» на честь іншого італійського мореплавця та дослідника Амеріго Веспуччі, який одним з перших усвідомив, що це унікальний новий континент, а не Азія, як це до самої смерті вважав Колумб. Пошуки західного морського шляху до справжньої «Індії» (або Азії загалом) були завершені через 15 років по смерті Колумба, коли в 1521 році іспанська експедиція Магеллана-Елькано обійшла з півдня відкритий Колумбом Новий світ, перетнула Тихий океан і досягла з заходу Південно-Східної Азії, яку португальці досягли зі сходу лише за 12 років до цього. Повернувшись до Європи через Індійський океан, ця іспанська експедиція здійснила також першу навколосвітню подорож.

## Передумови

Вірогідний портрет Христофора Колумба. Картина Себастьяно дель Пйомбо.

Наприкінці XV століття загальноприйнята в Європі думка припускала, що Європу, Африку та Азію оточує єдиний безперервний океан, в якому крім нечисленних островів немає іншої великої суші. Хоча ще близько 981 року скандинавські вікінги відкрили Гренландію, а близько 1000 року розпочали колонізувати деякі території Північної Америки, на початку XV століття контакти між їхніми північноамериканськими поселеннями та Європою майже припинилися і відомості про них збереглися лише у скандинавських сагах, які в ті часи не були відомі широкому європейському загалу.
Згідно Алкасоваського договору, укладеному в 1479 році між Кастилією та Португалією, за Португальським королівством закріплювались будь-які території чи острови, які будуть відкриті південніше Канарських островів. 1481 року цей договір був підтверджений буллою папи Сікста IV «Aeterni regis», внаслідок чого Португалія отримала можливість продовжити колонізацію західного узбережжя Африки і свої спроби обійти Африканський континент з півдня. В другій половині XV століття Португальське королівство в пошуках морського шляху до Індії наполегливо організовувало одну за одною морські експедиції на схід, намагаючись потрапити в Індійський океан в обхід південного мису Африки. 1486 року в пошуках морського шляху з Європи до Індії португалець Бартоломеу Діаш першим з європейців обігнув Африку з півдня, пройшов мис Доброї Надії і вийшов у води Індійського океану. Надалі португальцям залишалось лише дійти Індійським океаном до самої Індії, але подальші португальські експедиції з внутрішньополітичних причин були зупинені більш як на десятиліття.
Колумб, спираючись на вчення про кулястість Землі, мав намір знайти альтернативний обраному португальцями напрямок морського шляху до Індії, пливучи на захід, а не як португальці на схід. Він був переконаний у можливості пливучи на захід знайти зручніший морський шлях до «Індій» (під цією назвою малась на увазі велика територія між півостровами Індостан та Індокитай) та «Сіпангу» (Японія), які вважались джерелом прянощів та інших дорогоцінних східних товарів, які на той час можна було отримати лише через дуже довгі та важкі сухопутні шляхи. Колумба певною мірою надихали звіти італійського дослідника XIII століття Марко Поло, які містили інформацію про країни Східної та Південно-Східної Азії. До самої своєї смерті Колумб був переконаний в тому, що під час своїх плавань він досяг саме Індії. Відтоді відкриті ним Багамські острови та острови Карибського моря отримали назву Вест-Індія, а місцеве населення — індіанців.
До середини XV століття Європа мала безпечний сухопутний шлях до Китаю та Індії (джерел цінних товарів, таких як шовк і прянощі) по територіях, контрольованих Монгольською імперією (Pax Mongolica, або Монгольський мир). З захопленням Константинополя Османською імперією в 1453 році, сухопутний шлях до Азії (Шовковий шлях) став менш доступним, оскільки християнським торговцям було заборонено пересуватись по землях, які контролювали мусульмани.
Португалія була головною європейською державою, зацікавленою у створенні морських торговельних шляхів, а сусіднє королівство Кастилія — попередник Іспанії — дещо повільніше починало досліджувати Атлантику через території в Європі, яку йому довелося відвоювати у маврів під час Реконкісти. Це залишалося незмінним до кінця XV століття, коли після династичного союзу шляхом шлюбу королеви Ізабелли I Кастильської та короля Фернандо II Арагонського (спільно знані як «католицькі королі Іспанії») укладеного в 1469 році їм вдалось в 1492 році завоювати мавританське королівство Гранада, яке сплачувало Кастилії данину африканськими товарами і завершити Реконкісту. Новонароджена Іспанська імперія вирішила профінансувати експедицію Колумба на захід в надії знайти нові торгові шляхи та обійти зони контролю Португалії в Африці та в Індійському океані, які були закріплені за нею папською буллою Aeterni regis 1481 року.

### Навігаційні плани

Географічні концепції Колумба (бежевий) у порівнянні з відомими масивами суші та їх демаркація Хуаном де ла Косою (чорний)

У 1480-х роках Христофор і його брат Бартоломео розробили план подорожі до Індії (під цією назвою в ті часи широко розумілась уся Південна та Південно-Східна Азія), пливучи прямо на захід через те, що вважалося єдиним «Океанським морем» (Атлантичним океаном), що розділяло Європу та Азію. Приблизно в 1481 році флорентійський космограф Паоло Тосканеллі надіслав Колумбу карту з таким маршрутом, на якій між Європою та Азією, не було жодної іншої суші, крім міфічного острова Антилія. 1484 року, перебуваючи на острові Гомера на Канарському архіпелазі, що на той час вже належав Кастилії, Колумб почув від деяких жителів острова Ієрро, що на заході нібито існує група островів.

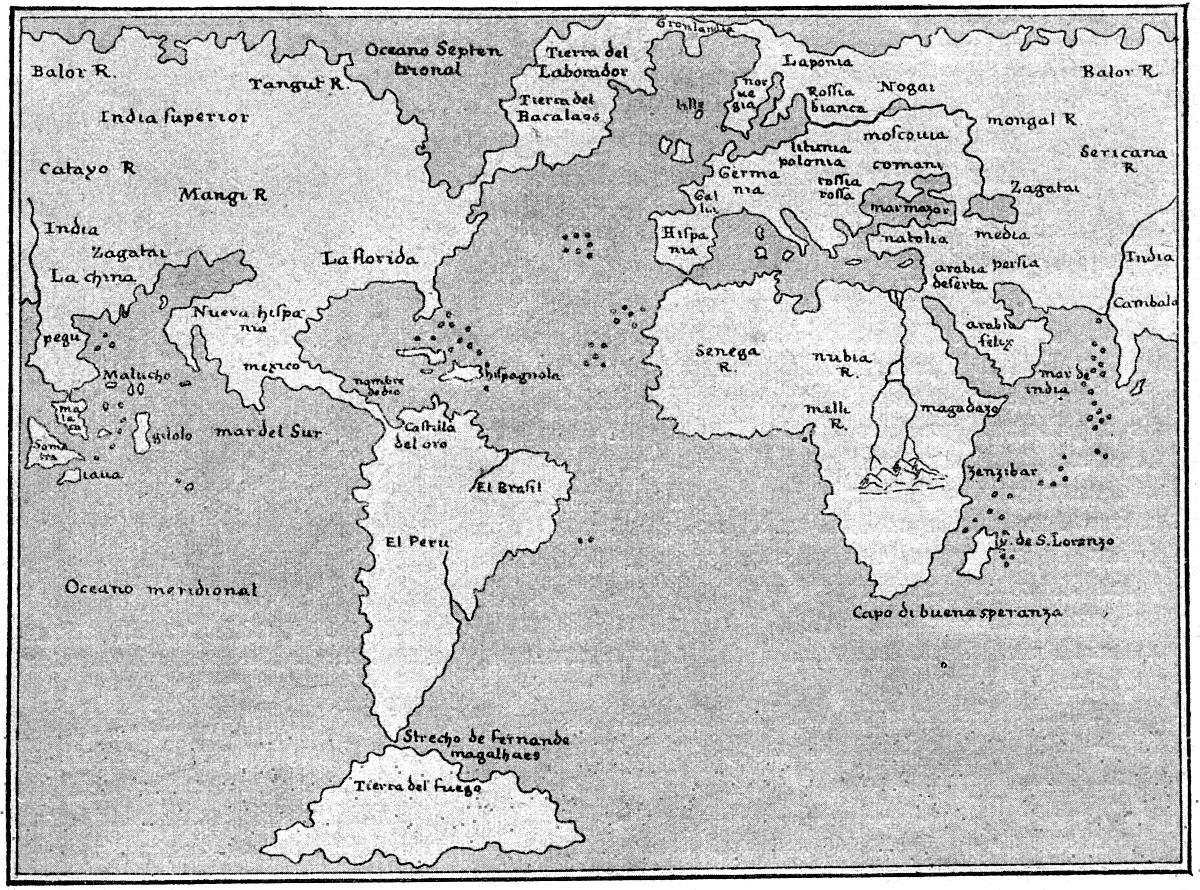
Карта світу Джакомо Гастальді 1548 року (більш ніж через 50 років після плавання Колумба), опублікована в Pietro Andrea Mattiolo: La Geografia di Claudio Tolomeo Alessandrino … На карті Америка та Азія зображені як один континент

«Карта Колумба», на якій зображено лише Старий Світ, була складена прибл. 1490 в майстерні Бартоломео і Христофора Колумба в Лісабоні.

Поширене помилкове уявлення про те, що Колумбу було важко знайти підтримку для свого плану, оскільки європейці вважали Землю пласкою, з'явилось ще під час боротьби протестантів проти католицизму в XVII столітті і було популяризовано в таких роботах, як біографія Колумба Вашингтона Ірвінга 1828 року. Насправді знання про кулястість Землі було загальнопоширеним в освічених колах, оскільки воно було загальною думкою давньогрецької науки та знаходило підтримку протягом Середньовіччя (наприклад, Беда Преподобний згадує про це в «Обліку часу»). Примітивна морська навігація часів Колумба спиралася як на зірки, так і на уявлення про кулястість Землі.

#### Оцінки діаметра Землі та відстані подорожі
Давньогрецький вчений Ератосфен з високою точністю виміряв діаметр Землі ще в II столітті до нашої ери і засоби обчислення її діаметра за допомогою астролябії знали і вчені, і мореплавці. Погляди Колумба відрізнялись від загальноприйнятої точки зору свого часу в тому, що він помилково припускав значно менший діаметр Землі, стверджуючи, що до Азії можна легко дістатися, пливучи на захід через Атлантику. Більшість вчених визнали правильну оцінку Птолемея про те, що масив суходолу (для європейців того часу він включав Євразію та Африку) займав 180 градусів земної сфери, і відкинули твердження Колумба про те, що Земля була набагато меншою, а Азія знаходилась лише в кількох тисячах морських миль на захід від Європи.

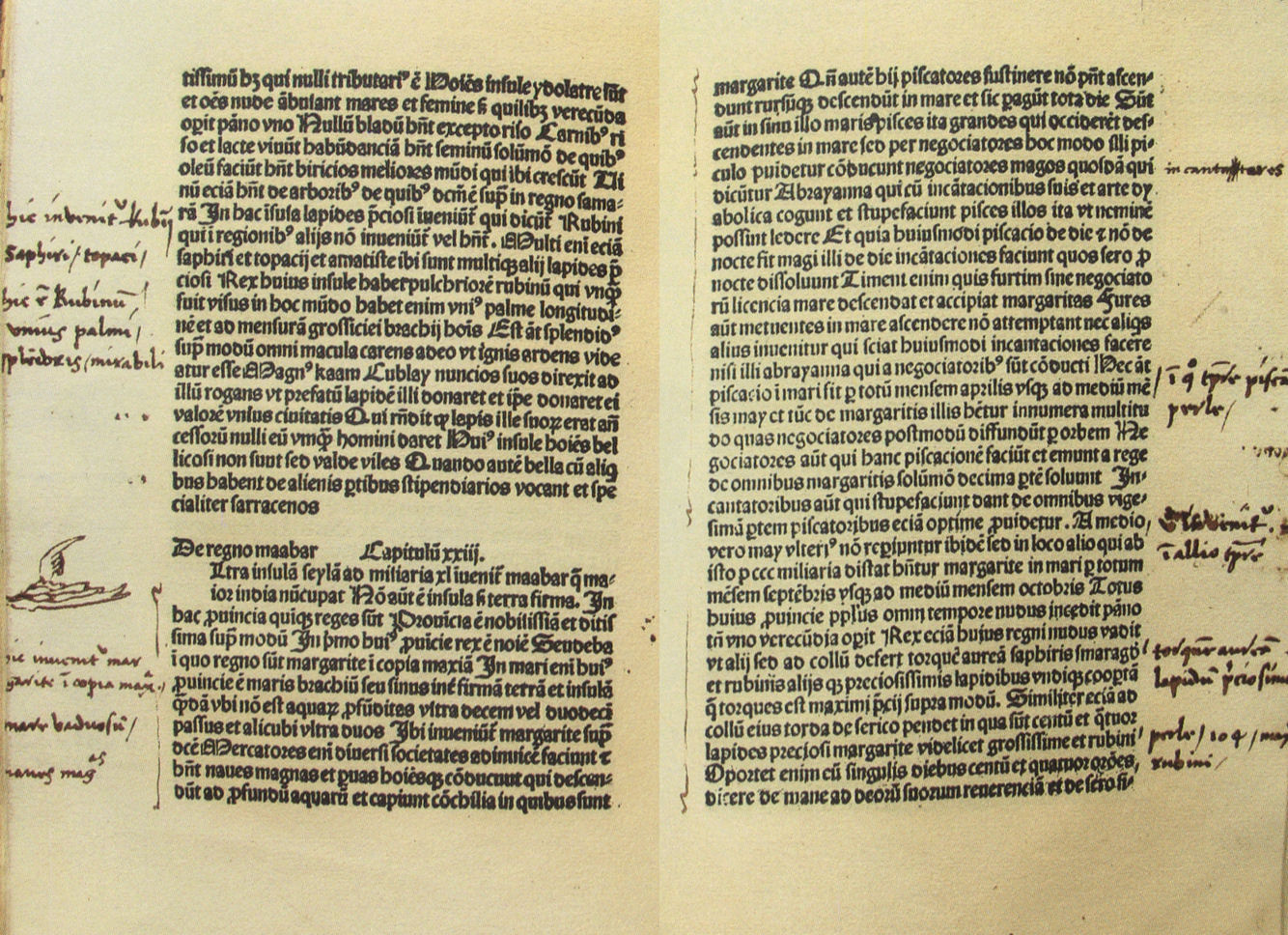
Рукописні нотатки Христофора Колумба на латинському виданні «Le livre des merveilles» Марко Поло

В своїх припущеннях про розмір Земної кулі Колумб спирався на помилкові розрахунки Маріна Тірського, який вважав, що суша на Земній кулі займає 225 градусів, тоді як водна маса лише 135 градусів. Крім того, Колумб недооцінив розрахунок довжини градуса Аль-Фергані, інтерпретувавши праці арабського астронома так, ніби замість арабської милі (приблизно 1830 м), він використав італійську милю (приблизно 1480 м). Аль-Фергані розрахував, що довжина градуса дорівнює 56⅔ арабських миль (66,2 морських миль). Тому Колумб оцінив розмір Землі приблизно в 75 % від розрахунків Ератосфена, а відстань від Канарських островів до Японії — в 2400 морських миль (лише 23 % від реальної відстані).

#### Пасати
У подорожах Колумба був ще один елемент, що мав ключове значення — постійні океанські вітри пасати. Колумб планував спочатку спуститись на південь до Канарських островів, а звідти продовжити плавання на захід, використовуючи північно-східний пасат. Повернення назад до Іспанії вимагало б подорожувати проти вітру, використовуючи важку і складну техніку, яка називається «плавання галсами», під час якої просування вперед відбувається дуже виснажливо і повільно. Тому, щоб більш ефективно використати постійні вітри під час зворотного плавання, Колумбу потрібно було піднятись на північ, щоб обійти смугу пасатів, що дмуть зі сходу і в середніх широтах знайти «західні вітри», що дмуть на схід до узбережжя Західної Європи. Таку навігаційну техніку для подорожей вітрильних кораблів в Атлантиці першими використали португальці, які назвали її Вольта-до мар («повернення з моря»).
Однак на час його першої подорожі, знання Колумба про атлантичні вітри були недосконалими. Щоб спіймати попутні західні пасати і оминути безвітрені так звані «кінські широти» середньої Атлантики, експедиція Колумба спустилась на південь до Канарських островів, а звідти під попутними вітрами попрямувала строго на захід. Оскільки це відбувалось в сезон атлантичних ураганів, Колумб ризикував або потрапити в зону затяжних штилів, або натрапити на тропічний циклон, але і того й іншого він, за щасливим збігом обставин, у підсумку уникнув.

### Пошуки Колумбом спонсорів плавання
Близько 1484 Колумб подав свої пропозиції по організації плавання на захід в пошуках морського шляху до Індії королю Португалії Жуану II. Король передав пропозицію Колумба на розгляд своїх експертів, які відхилили її на тій підставі, що оцінка Колумбом відстані подорожі в 2400 морських миль була приблизно вчетверо заниженою від обрахованої ними (що у підсумку виявилось справедливим судженням).
У 1486 році Колумб отримав аудієнцію у католицьких монархів Кастилії та Арагона, і він представив свої плани королеві Ізабеллі. Вона передала їх комітету науковців, які також, як і їх португальські колеги двома роками раніше прийшли до висновку, що Колумб у своїх розрахунках сильно занизив відстань до Азії. Визнавши ідею недоцільною, вони порадили монархам не підтримувати запропоновану пропозицію. Щоб не дати Колумбу використати свої ідеї деінде, і, можливо, залишити їхні варіанти відкритими, католицькі монархи дали йому грошову допомогу в сумі приблизно 14 000 мараведі на рік, або приблизно річну платню моряка.
У 1488 році Колумб знову звернувся до двору Португалії, отримавши нове запрошення на аудієнцію до Жуана II. Це знову виявилося невдалим, частково через те, що невдовзі після цього Бартоломеу Діаш повернувся до Португалії і повідомив про здійснений ним успішний обхід південного мису Африки і знайдення шляху до Індійського океану. Маючи вже майже досліджений східний морський шлях, який до того ж, згідно Алкосаваського договору перебував під її контролем, Португалія втратила стимули в пошуках західного торговельного шляху до Азії через невідомі моря.
У травні 1489 року Ізабелла надіслала Колумбу ще 10 000 мараведі, і того ж року католицькі монархи надіслали йому листа, що містив наказ усім містам і містечкам у їх володіннях надати Колумбу безкоштовно їжу та житло.

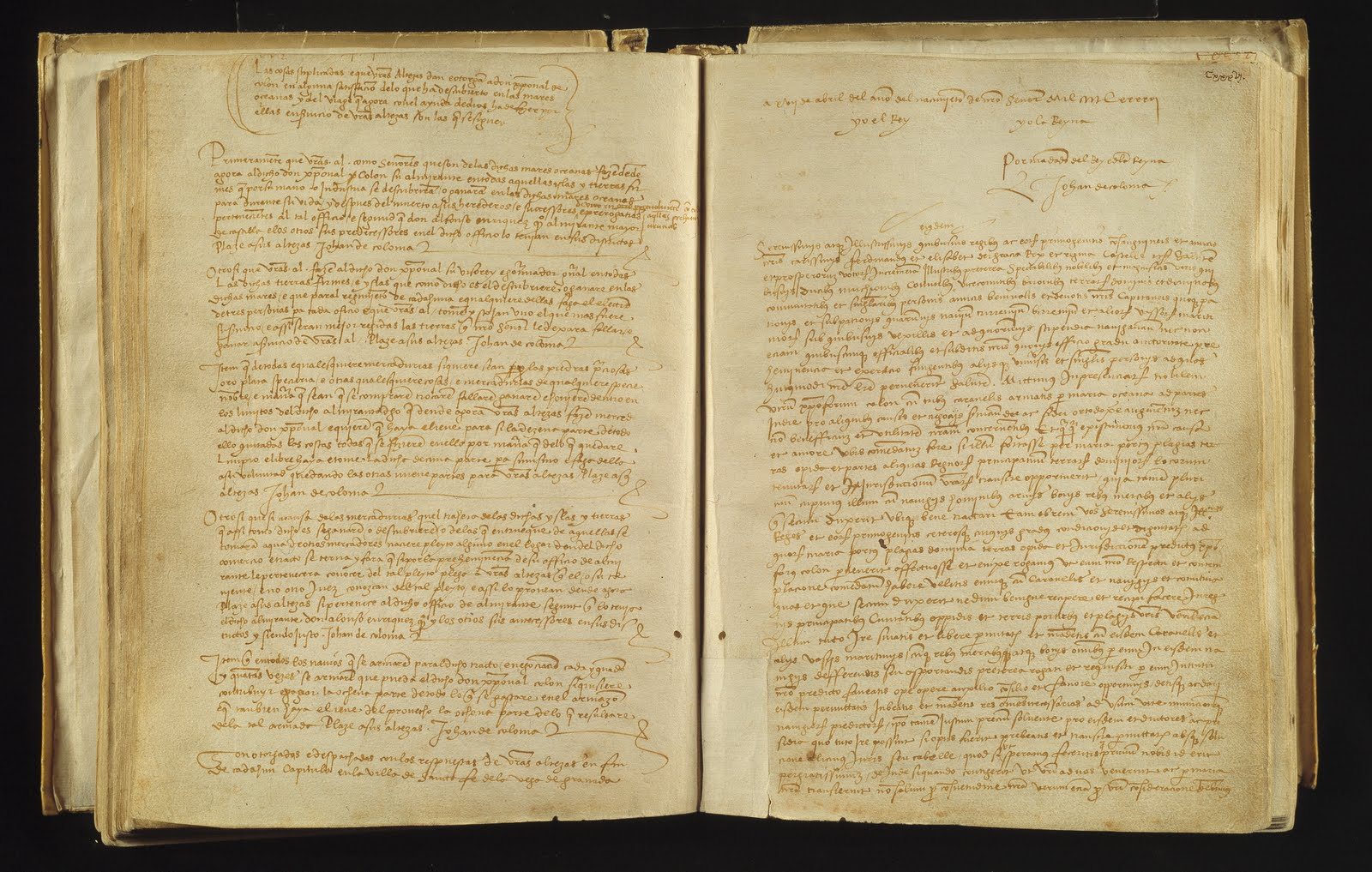
Копія Капітуляцій Санта-Фе в архіві Корони Арагону

Коли кастильські війська Ізабелли та Фернандо наблизилися до перемоги над мавританським Гранадським еміратом, Колумб був ще раз викликаний до іспанського двору для відновлення обговорення можливого плавання. Він чекав у таборі короля Фернандо до січня 1492 року, коли монархи нарешті завоювали Гранаду. Проте чергова рада під керівництвом сповідника Ізабелли, Ернандо де Талавера, знову визнала план Колумба досягти Індії пливучи на захід погано обґрунтованою. Роздратований Колумб залишив табір та вирушив до Франції, але у справу втрутився король Фернандо, який спочатку послав до королеви зі зверненням Ернандо де Талавера та єпископа Дієго Дезу. Нарешті Ізабеллу переконав королівський клерк Луїс де Сантанхель, який стверджував, що є ризик, що ідеї Колумба можуть бути підтримані якимись конкуруючими королівствами і запропонував допомогу в організації фінансування. Відтак Ізабелла послала королівську гвардію, щоб повернути Колумба, який вже проїхав кілька кілометрів до Кордови.
У квітні 1492 року у військовому таборі в Санта-Фе від імені католицьких королів Ізабелли та Фернандо були видані «Капітуляції Санта-Фе», в яких план Колумба було підтримано. Капітуляціями Колумбу надавався титул «Адмірал моря-океану» і було обіцяно призначити його віцекоролем і губернатором нововідкритих та колонізованих земель Корони. Колумб також мав довічно отримувати 10 % усіх доходів від нових земель. На будь-яку посаду в нових землях він мав право запропонувати трьох осіб, з яких іспанські монархи обирали одного. Умови Капітуляцій Санта-Фе були надзвичайно щедрі для Колумба, але, як пізніше писав його син, монархи не були впевнені в його поверненні.

## Відкриття Нового Світу Колумбом

### Перше плавання (1492—1493)

Маршрут першої подорожі Колумба

Для свого плавання на захід, Колумб і його команда обрали три кораблі, найбільшим з яких була флагманська карака (нао) «Санта-Марія» (Santa María), власником та капітаном якої був Хуан де ла Коса і на якій знаходився сам Колумб. Два інші кораблі були меншими каравелами. Справжня назва однієї з них втрачена, але вона стала відомою під кастильським прізвиськом Пінта (ісп. Pinta — «розмальований»). Інша каравела, що мала назву Санта-Клара, стала широко відома під прізвиськом Нінья (ісп. Niña — «дівчина»), можливо, на честь її власника Хуана Ніньо з Могера. Капітанами на каравелах «Pinta» та «Niña» були призначені брати Мартін Алонсо та Вісенте Яньєс Пінсони з портового Палоса, з якого стартувала експедиція. Вранці 3 серпня 1492 року невеличка флотилія Колумба в складі 90 осіб на трьох кораблях підійняла якорі у Палосі-де-ла-Фронтера, спустилась вниз по річці Ріо-Тінто і вийшла в Атлантику.

Прапор Колумба

Через три дні подорожі, 6 серпня 1492 року, на каравелі «Pinta» вийшло з ладу стерно. Мартін Алонсо Пінсон запідозрив у зламі власників корабля, оскільки вони боялися вирушати в подорож. Екіпаж зміг закріпити стерно за допомогою мотузок, поки вони не дістались Канарських островів, куди вони прибули 9 серпня. На острові Гран-Канарія стерно «Pinta» замінили, і 2 вересня кораблі флотилії зустрілися на острові Гомера, де трикутні латинські вітрила «Niña» замінили на чотирикутні «прямі» вітрила. На Канарських островах експедиція також здійснила останнє поповнення запасів для плавання.
6 вересня кораблі вирушили з Сан-Себастьян-де-ла-Гомера на захід у п'ятитижневу подорож через Атлантику. Як вказано в анотації до бортового журналу Колумба, зробленій Бартоломе де лас Касасом, під час подорожі Колумб здійснював вимірювання пройдених відстаней в двох одиницях: один у вимірюваннях, які він зазвичай використовував, інший у португальських морських лігах, які використовувала його команда. Лас Касас спочатку інтерпретував, що він повідомив про коротші відстані своєму екіпажу, щоб вони не хвилювалися про відплив надто далеко від Іспанії, але Олівер Данн і Джеймс Келлі стверджують, що це було непорозуміння.
13 вересня 1492 року Колумб помітив, що стрілка його компаса більше не вказує на Полярну зорю. Колись вважалося, що Колумб першим відкрив магнітне схилення, але пізніше було доведено, що на той час це явище вже було відомо як в Європі, так і в Китаї.

#### Перша висадка в Америці

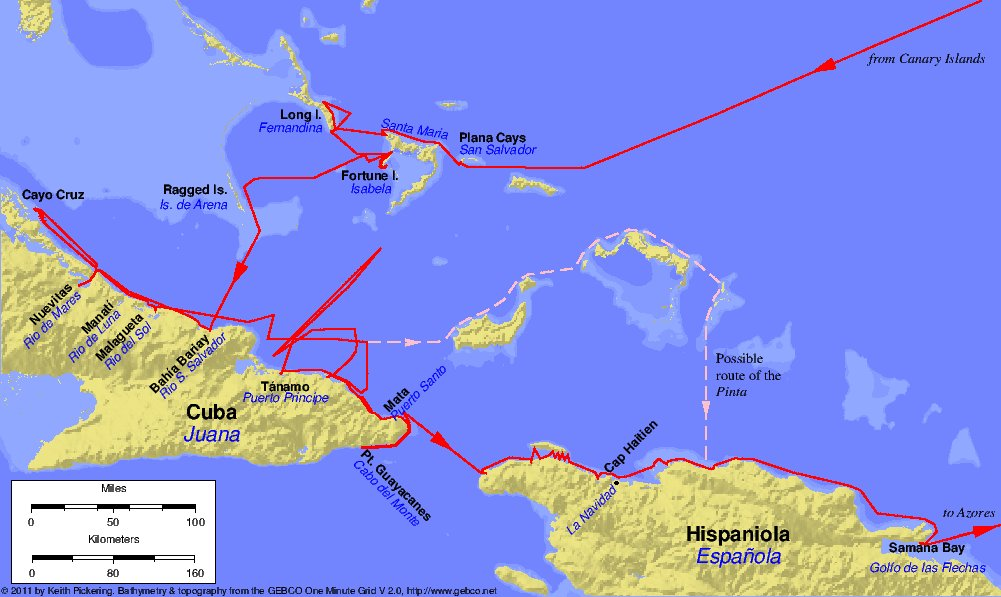
Перша подорож (передбачувана): сучасні топоніми чорним, топоніми Колумба синім

Через 29 днів перебування у відкритому океані поза межами видимості землі, 7 жовтня 1492 року екіпаж помітив «великі зграї птахів». Після того, як моряки спіймали декількох птахів, з'ясувалося, що це «польові» птахи (ймовірно, ескімоські кроншнепи або сивки американські). Колумб змінив курс, щоб слідувати за їхнім польотом.
11 жовтня Колумб змінив курс флоту на захід і плив уночі, вважаючи, що земля незабаром буде знайдена. Близько 10:00 вечора Колумбу здалося, що він бачить світло, «схоже на маленьку воскову свічку, яка піднімається і опускається». Через чотири години землю побачив дозорний матрос з «Pinta» на ім'я Родріго де Тріана (також знаний як Хуан Родрігес Бермехо) . Тріана негайно попередив решту екіпажу криком, а капітан «Pinta», Мартін Алонсо Пінсон, перевірив спостереження та попередив Колумба, вистріливши з гармати . Пізніше Колумб стверджуватиме, що він першим побачив землю, таким чином отримавши обіцяну щорічну винагороду в 10 000 мараведі.

Перший острів, відкритий Колумбом в Америці був одним з багатьох невеличких островів Багамського архіпелагу. Колумб назвав цей острів Сан-Сальвадор, а його місцева назва була Гуанахані. За словами Семюеля Еліота Морісона, сучасний острів Сан-Сальвадор  є єдиним островом, який відповідає положенню, зазначеному в журналі Колумба. Колумб писав про тубільців, яких він вперше зустрів, у своєму щоденнику від 12 жовтня 1492 року:
Багато чоловіків, яких я бачив, мали шрами на тілах, і коли я дав їм знаки, щоб дізнатися, як це сталося, вони показали, що люди з інших сусідніх островів прибули до Сан-Сальвадору, щоб схопити їх; вони захищаються як можуть. Я вірю, що сюди приїжджають люди з материка, щоб захоплювати тубільців їх у рабство. З них повинні вийти хороші та вправні слуги, бо вони дуже швидко повторюють усе, що ми їм говоримо. Я думаю, що їх дуже легко можна зробити християнами, оскільки вони, здається, не мають власної релігії. Якщо буде завгодно нашому Господу, на зворотному шляху я доправлю шістьох із них до Ваших Високостей, щоб вони навчилися нашої мови.

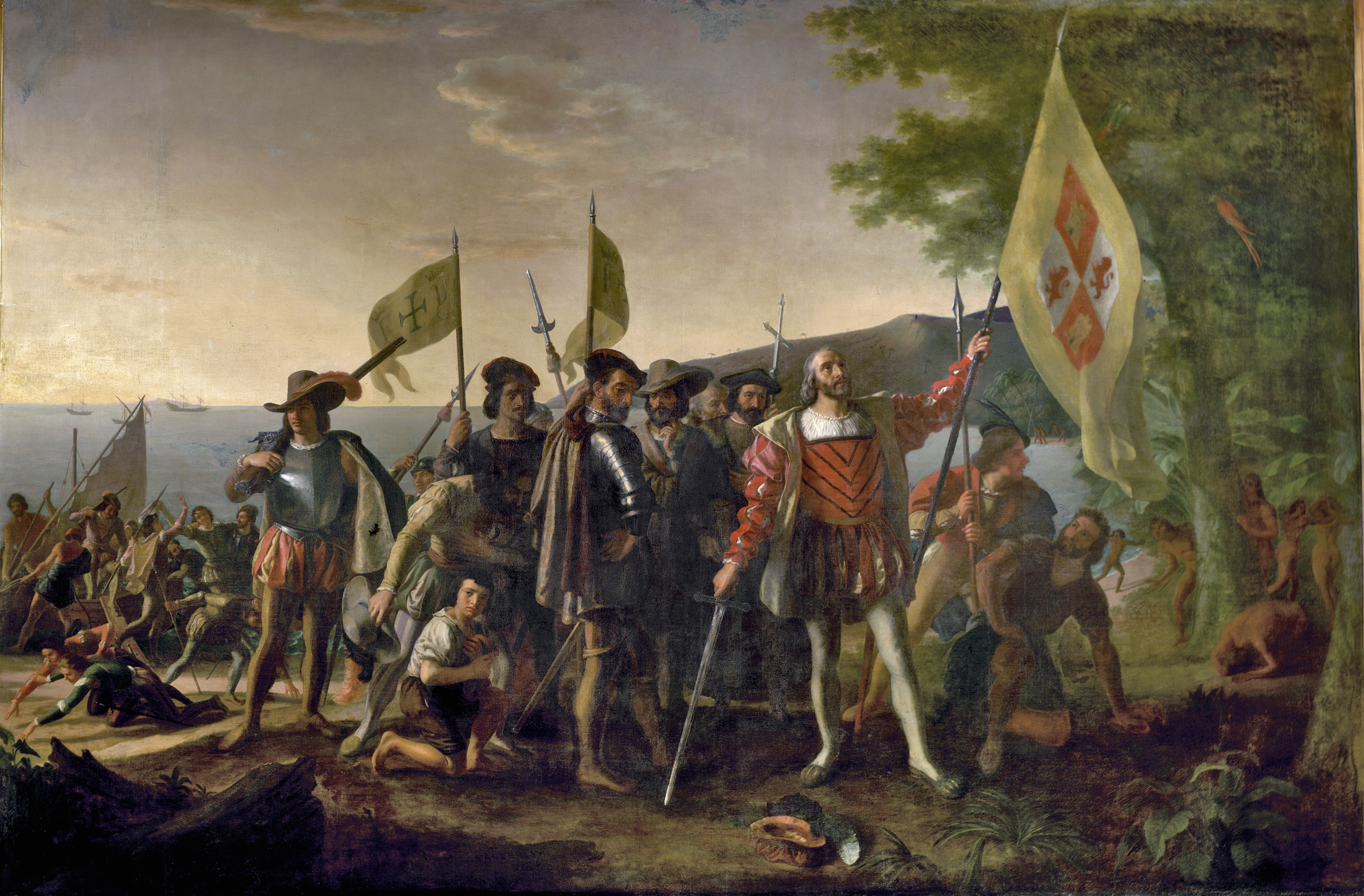
Зображення Колумба, який претендує на володіння землею в каравелах, Niña та Pinta

Колумб назвав корінних жителів Америки indios, помилково вважаючи, що він досяг Ост-Індії і зустрів індійців. Через цю помилку острови Карибського моря називають Вест-Індією.
Колумб спочатку зіткнувся з народами лукаян, таїно та араваків. Звернувши увагу на їхні золоті прикраси для вух, Колумб узяв у полон деяких араваків і наполіг, щоб вони провели його до джерела золота. Колумб зазначив, що їхня примітивна зброя та військова тактика зробили тубільців вразливими до завоювання та підкорення європейцями.
Колумб спостерігав за тубільцями та їх способом життя. Він також досліджував північно-східне узбережжя Куби, де висадився 28 жовтня 1492 року, і північно-західне узбережжя Еспаньйоли (сучасне Гаїті), до 5 грудня 1492 року. Тут «Санта-Марія» сіла на мілину на Різдво, 25 грудня 1492 року, і її довелося покинути. Колумба прийняв місцевий касик (вождь) Гуаканагарі, який дав йому дозвіл залишити частину своїх людей. Колумб залишив 39 чоловіків, у тому числі перекладача Луїса де Торреса, і заснував поселення Ла-Навідад. Він продовжував плавання вздовж північного узбережжя Еспаньйоли на одному кораблі, поки 6 січня не зустрів Пінсона на Pinta.
13 січня 1493 року Колумб зробив останню зупинку в цій подорожі в Америці в затоці Рінкон на східному кінці півострова Самана на північному сході Еспаньйоли. Там він зіткнувся з сігуайос, єдиними тубільцями, які чинили жорстокий опір під час цієї першої подорожі. Плем'я Сігуайос відмовилася торгувати тією кількістю луків і стріл, яку хотів Колумб; в наступній сутичці один сігуайо був поранений ножем у сідницю, а інший поранений стрілою в груди. Через те, що сігуайо використовували стріли, Колумб назвав затоку Затокою Стріл.
Четверо тубільців, які сіли на борт «Niña» на півострові Самана, розповіли Колумбу про те, що, ймовірно, був острів Кариб (ймовірно, Пуерто-Рико), який мав бути населений карибами-людожерами, а також про Матиніно, острів, населений лише жінками, який асоціював Колумб. з островом в Індійському океані, описаним Марко Поло.

#### Повернення
16 січня 1493 року було розпочато повернення додому.

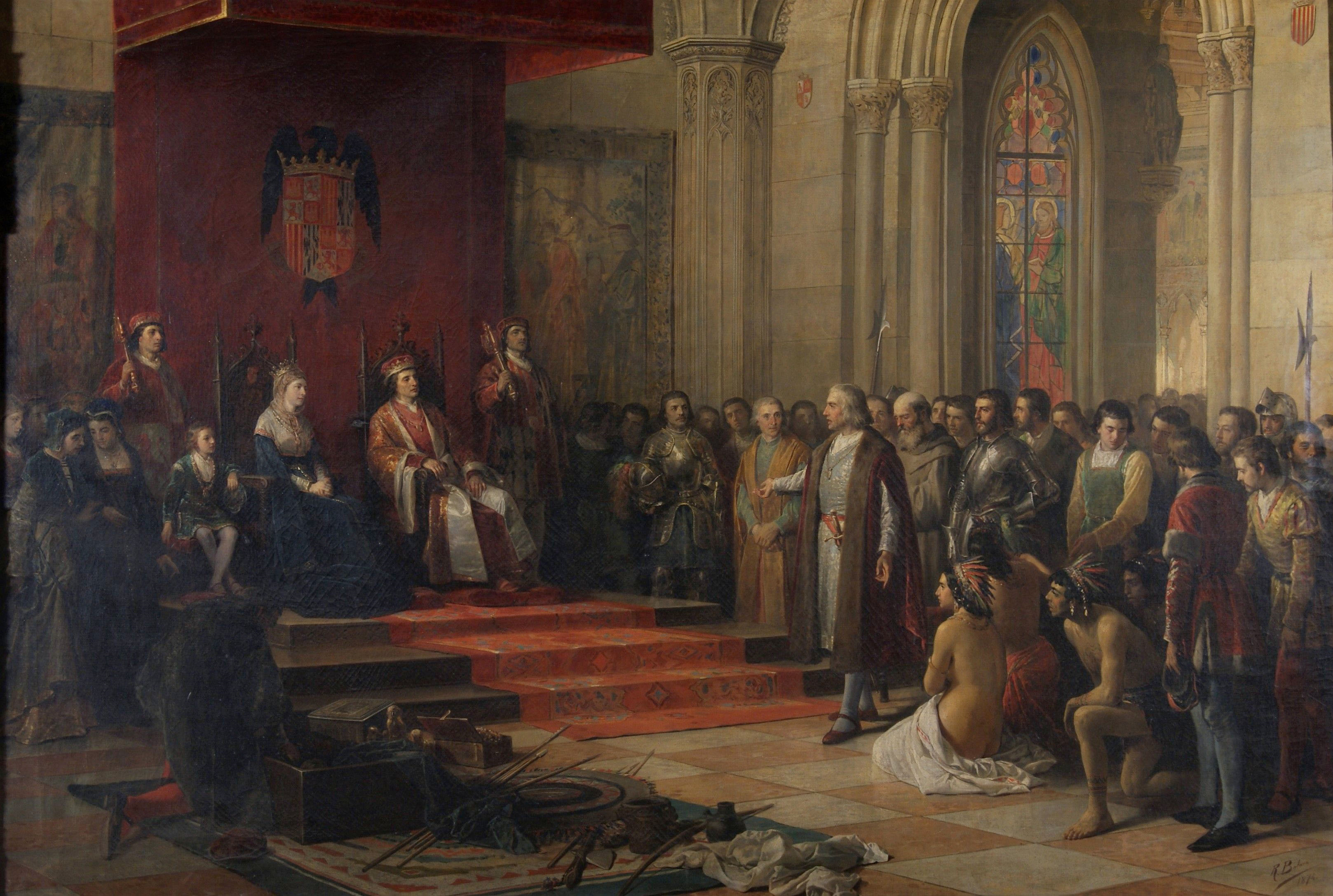
Колумб перед королем (Фердинандом II) і королевою (Ізабеллою I) Іспанії після повернення зі своєї першої подорожі

Повертаючись до Іспанії, каравели «Niña» та «Pinta» зіткнулися з найсильнішим штормом у своїй подорожі й у ніч на 13 лютого втратили одна іншу з виду. Під час шторму екіпаж «Niña» дав обіцянку, що у випадку порятунку, вони здійснять паломництво до найближчої церкви Богоматері, де б вони не вийшли на землю.
Вранці 15 лютого землю помітили. Колумб вважав, що вони наближаються до португальських Азорських островів, але інші вважали, що вони знаходяться значно північніше островів. Колумб виявився правим. У ніч на 17 лютого «Niña» кинула якір біля острова Санта-Марія, але якірний трос обірвався об гострі камені, що змусило Колумба залишитися біля берега до ранку, коли поблизу було знайдено безпечніше місце. Кілька моряків добралися на човні до острова, де місцеві жителі розказали їм про ще безпечніше місце для висадки, тож «Niña» знову рушив. У цьому місці Колумб взяв на борт кількох остров'ян з їжею. Коли їм розповіли про обітницю Богоматері, жителі острова направили екіпаж до маленької святині неподалік.
Колумб відправив половину екіпажу на острів, щоб виконати свою обітницю, але він і решта залишилися на Niña, плануючи відправити іншу половину пізніше. Поки берегова група молилася, вони були взяті в полон за наказом капітана острова Жуана де Кастанхейра, нібито через страх, що вони були піратами. Кастанхейра захопив їхній береговий човен, який він разом із кількома озброєними людьми доставив до Niña, плануючи заарештувати Колумба. Коли Колумб кинув йому виклик, Кастанхейра сказав, що не вірить історії Колумба та не переймається нею, засудив іспанців і повернувся на острів. Ще через два дні Кастанхейра звільнив ув'язнених, не змігши отримати від них зізнань та заарештувати свою справжню ціль — Колумба. Деякі стверджували, що Колумб був схоплений, але це суперечить бортовому журналу Колумба.
Залишивши острів Санта-Марія на Азорських островах 23 лютого, Колумб попрямував до кастильської Іспанії, але черговий шторм змусив його зайти в порт в Лісабона. 4 березня 1493 року він став на якір біля патрульного корабля королівської гавані, де йому повідомили, що флот із 100 каравел загинув під час шторму. На диво, і Niña, і Pinta були врятовані. Не знайшовши в Лісабоні короля Португалії Жуана II, Колумб написав йому і чекав відповіді. Король погодився зустрітися з Колумбом у Вале-ду-Параїсо, попри погані відносини між Португалією та Кастилією в той час. Дізнавшись про відкриття Колумба, португальський король повідомив йому, що, на його думку, ця подорож порушує Алькасовський договір 1479 року.
Провівши більш як тиждень у Португалії, Колумб відплив до Іспанії. Він повернувся в Палос 15 березня 1493 року і пізніше зустрівся з Фернандо та Ізабеллою в Барселоні, щоб повідомити про свої відкриття.
Колумб продемонстрував монархам те, що він привіз зі своєї подорожі, включно з кількома невеликими зразками золота, перлами, золотими прикрасами тубільців, кількома таїно, які він викрав,  квіти та гамак.  раніше невідому рослину тютюну, плоди ананаса та індичку.  Він не привіз жодної з дорогоцінних спецій Ост-Індії, таких як чорний перець, імбир чи гвоздика. У своєму журналі він писав: «Також є багато „аджі“, тобто їхнього перцю, який цінніший за чорний перець, і всі люди нічого іншого не їдять, оскільки він дуже корисний».

Колумб привіз захоплених Тайносів, щоб подарувати їх суверенам, оскільки вони ніколи не зустрічалися з сумнозвісними Карибами. У листі Колумба про першу подорож, адресованому до іспанського двору, він наполягав на тому, що досяг Азії, описуючи острів Еспаньйола як місце біля узбережжя Китаю. Він наголошував на потенційних багатствах землі, перебільшуючи велику кількість золота, і те, що тубільці, здавалося, були готові прийняти християнство. Лист був перекладений кількома мовами та широко розповсюджений, створивши сенсацію:
Еспаньйола — це диво. Гори й пагорби, рівнини й пасовища водночас родючі й прекрасні… гавані неймовірно добрі й є багато широких річок, більшість із яких містять золото…. Є багато прянощів і великі копальні золота та інших металів… 
Після повернення Колумба, більшість людей спочатку визнали, що він досяг Ост-Індії, включаючи суверенів і папу Олександра VI , хоча в листі до Ватикану від 1 листопада 1493 року історик Пітер Мартир описав Колумба як першовідкривача Novi Orbis («Нового світу»). Папа Римський видав чотири булли (перші три з яких разом знані як «Булли пожертвувань»), щоб визначити, як Іспанія та Португалія колонізуватимуть і розділять здобич нових земель. Inter caetera, виданий 4 травня 1493 року, розділив світ поза Європою між Іспанією та Португалією вздовж меридіана з півночі на південь за 100 льє на захід від Азорських островів або островів Кабо-Верде в середині Атлантичного океану, таким чином надавши Іспанії всі землі, відкриті Колумбом. Тордесільяський договір 1494 року, ратифікований у наступному десятилітті папою Юлієм II, переніс лінію поділу на 370 льє на захід від Азорських островів або Кабо-Верде.

## Наступні подорожі Колумба

### Друге плавання (1493—1496)

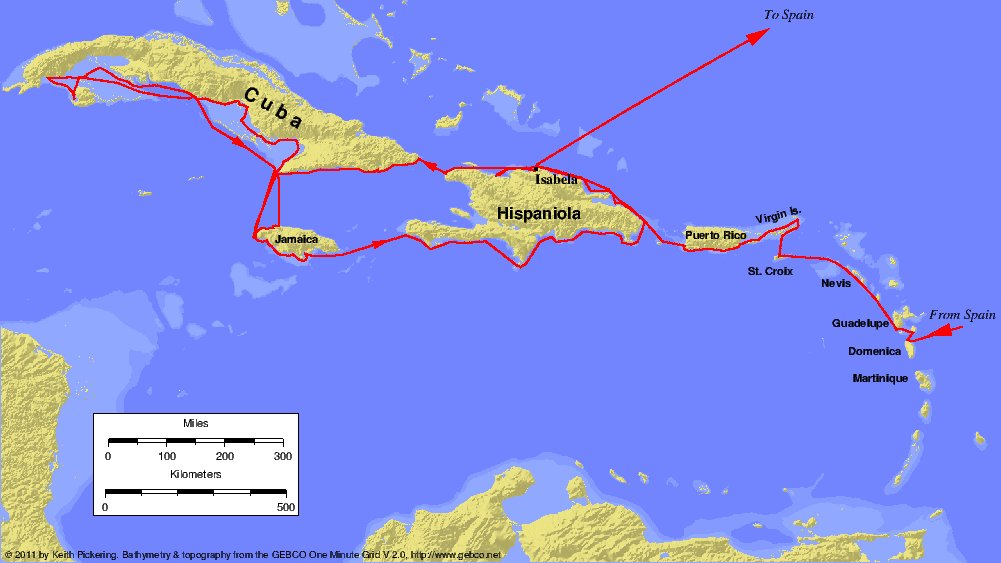
Друга подорож Колумба

На хвилі загального піднесення від новин про відкриття «західного» морського шляху до Індії, вже в тому ж році, в якому Колумб повернувся до Європи з першого плавання, Кастилією було спішно організовано ще одну експедицію під його командуванням.
Якщо навесні та влітку 1492 року Колумбу довелося витратити декілька місяців, щоб переконати 90 осіб приєднатись до його першого плавання, то після повернення зголосилось так багато добровольців, що треба було робити відбір, оскільки число учасників другої експедиції було обмежене приблизно 1500—2500 особами на 15—17 кораблях (точне число людей і кораблів є спірним). Колумб пізніше зазначав, що навіть кравці були готові відмовитися від професії і піти у велику подорож, у якій можна швидко розбагатіти. Нарешті була сформована строката команда, в яку поруч із шукачами пригод і легкої наживи перебували щирі місіонери, що прагнули навернути до християнства жителів нових земель і де поруч із визнаними злочинцями перебували ідеалісти.
Друга експедиція вирушила 25 вересня 1493 року з іспанського Кадіса. Заявленою метою другої подорожі було навернення корінних американців у християнство. Перед тим, як Колумб покинув Іспанію, Фердинанд та Ізабелла наказали йому підтримувати дружні, навіть люб'язні стосунки з тубільцями.
Флот для другої подорожі був значно більший: дві караки (нао) і 15 каравел, зокрема караки «Marigalante» (флагман Колумба) і Gallega; каравели Fraila («черниця»), San Juan («Сан-Хуан»), Colina («пагорб»), Gallarda («галантна»), Gutierre, Bonial, Rodriga, Triana, Vieja («стара»), Prieta («коричнева»), Gorda («товста»), Cardera та Quintera. Каравела «Niña», що брала участь в першому плаванні також брала участь в цій експедиції, яка також включала корабель під назвою «Pinta», що, ймовірно, був кораблем з першої експедиції. Крім того, під час експедиції був побудований перший корабель в Америці, Santa Cruz або India.

#### Дослідження островів Карибського моря
3 листопада 1493 року Христофор Колумб висадився на скелястий берег острова, який він назвав Домініка. Того ж дня він висадився на іншому острові, який він назвав Санта-Марія-ла-Галант. Пропливши повз невеличкий архіпелаг Ле-Сент (Todos los Santos), він пристав до Гваделупи (Santa María de Guadalupe), яку він досліджував між 4 та 10 листопада 1493 року. Точний курс його подорожі через Малі Антильські острови є предметом дискусій, але здається ймовірним, що від Гваделупи він пішов далі на північ, відкривши та назвавши багато островів, включаючи Санта-Марія-де-Монсеррат (Монтсеррат), Санта-Марія-ла-Антигуа (Антигуа), Санта-Марія-ла-Редонда (Сен-Мартен) і Санта-Крус (14 листопада). Він також відкрив і назвав ланцюг островів Santa Úrsula в архіпелазі las Once Mil Vírgenes (Віргінські острови), а також острів Вірджен-Горда (Virgen Gorda).
На Санта-Крус європейці побачили каное з кількома чоловіками та двома жінками з племені карибів. На човні також було двоє бранців, яких нещодавно їх кастрували. Коли європейці почали переслідували каное, тубільці зустріли їх пострілами з луків, з яких стріляли як чоловіки, так і жінки, внаслідок чого поранили принаймні одного іспанця, який помер приблизно через тиждень. Європейці або вбили, або захопили всіх, хто був на борту каное, після чого також обезголовили їх. Один з поранених карибів стрибнув у море, і коли його помітили, араваки, що перебували на кораблі Колумба порекомендували добити його, щоб він не попередив своє плем'я, після чого кариба добили стрілами. Друг дитинства Колумба Мікеле да Кунео — за його власними словами — захопив у сутичці одну з жінок, яку Колумб дозволив йому залишити як рабиню. Згодом Кунео побив і зґвалтував її, що, імовірно, стало першим статевим контактом між мешканцями Європи та Америки з часів вікінгів (якщо такі взагалі відбувались між вікінгами та північноамериканськими індіанцями).
Флот продовжив шлях на захід до Великих Антильських островів і 19 листопада 1493 року висадився на острові Сан-Хуан-Батіста (сучасне Пуерто-Рико). Дієго Альварес Чанка розповідає, що на цьому острові європейці врятували кількох жінок із групи щонайменше 20 осіб, яких місцеві кариби тримали як сексуальних рабинь. Жінки пояснили, що будь-яких полонених чоловіків з'їдали, а їхніх власних нащадків чоловічої статі кастрували та примушували служити карибам, поки вони не досягли достатнього віку, щоб вважатися придатними для їжі. Трьох із цих хлопчиків європейці врятували.

#### Еспаньйола, Куба та Ямайка
22 листопада Колумб відплив із Сан-Хуан-Батіста на Еспаньйолу. Наступного ранку тубільця, взятого на борт під час першої подорожі, повернули на берег у затоці Самана. Флот проплив близько 170 миль протягом двох днів і виявив у Монте-Крісті напіврозкладені залишки чотирьох чоловіків. У одного з них була борода, що означало, що він був іспанцем. У ніч на 27 листопада іспанці стріляли з гармат та запускали сигнальні ракети, щоб подати сигнал сусідньому Ла Навідад, але відповіді не було. Група тубільців на каное, що прибули до флотилії на чолі з двоюрідним братом Гуаканагарі подарувала Колумбу дві золоті маски та повідомила йому, що Гуаканагарі був поранений іншим вождем, Каонабо, і що, за винятком деяких втрат в результаті хвороб та сварок, решта його людей почуваються добре. Наступного дня іспанський флот виявив спалені залишки фортеці Навідад, і двоюрідний брат Гуаканагарі запевнив, що європейців знищив Каонабо. Інші місцеві жителі показали іспанцям деякі з тіл і сказали, що ці іспанці «захопили собі по три-чотири місцеві жінки». Хоча деякі підозри були покладені на Гуаканагарі, поступово з'ясувалося, що двоє іспанців створили банду, яка вбивала тубільців, щоб захопити їх майно, золото та жінок, що викликало гнів з боку Каонабо. Не знайшовши в Ла-Навідад жодного вижившого іспанського поселенця, флот розгорнувся і проти зустрічних вітрів за 25 днів подолав лише 32 милі на схід, прибувши до рівнинного узбережжя на півночі Еспаньйоли 2 січня 1494 року, де Колумб заснував нове поселення Ла-Ізабела, назване на честь королеви Ізабелли Кастильської. Експедиція витратила деякий час на пошуки золота в глибині острова і знайшовши певні родовища в районі Сібао, Колумб заснував углибині острова як торговий пост і базу для подальших досліджень невелику фортецю Сан-Томас (Santo Tomas).
24 квітня 1494 року Колумб відплив з Еспаньйоли на захід і 30 квітня прибув до острова Куба (який він назвав Хуана під час своєї першої подорожі), а 5 травня до затоки Діскавері на острові Ямайка. Звідти він знову повернувся на Кубу та дослідив її південне узбережжя аж до острова Ла-Євангеліста (сучасний Ісла-де-ла-Хувентуд), після чого повернутися на Еспаньйолу 20 серпня.

#### Рабство, поселенці та данина
У 1494 році Колумб відправив Алонсо де Охеду (якого сучасник описав як «завжди першим, хто проливає кров, хоч де була війна чи сварка») на Еспаньйолі до регіону Сібао (де видобували золото), внаслідок чого Охеда захопив кількох тубільців. за обвинуваченням у крадіжці. Охеда відрізав вуха одному тубільцю, а інших відправив у Ла-Ізабелу в кайданах, де Колумб наказав обезголовити їх. Під час свого короткого правління Колумб страчував іспанських колоністів за незначні злочини та використовував четвертування як одну з форм покарань. До кінця 1494 року хвороби та голод забрали дві третини іспанських поселенців. Розповідь мовою науатль описує соціальний розпад серед іспанців, який супроводжував пандемію та голод: «багато людей померло від цієї чуми, а багато інших померло від голоду. Важко хворі іспанці могли вставати, щоб самостійно шукати їжу, а всі інші були надто ослаблені, щоб піклуватися про хворих, тож вони померли від голоду в своїх ліжках».
В 1494 році Колумб розділив своє віцекоролівство з одним із своїх військових офіцерів і довіреною особою іспанських монархів Педро Маргаритом, наказавши йому надати пріоритет християнізації тубільців, хоча частина їхніх носів і вух повинна бути відрізана за крадіжку. Люди Маргарита експлуатували тубільців, били, ґвалтували та поневолювали їх, і жоден індіанець на Еспаньйолі не охрестився протягом наступних двох років. Брат Колумба Дієго погрожував Маргариту за невиконання наказів адмірала, що спонукало того захопити три каравели і повернутись на них назад до Іспанії. Супроводжував Маргарита отець Буїл, який мав здійснювати хрещення тубільців. Після прибуття до Іспанії наприкінці 1494 року, Буїл поскаржився в іспанському дворі на поведінку братів Колумбів і на відсутність золота. Групи солдатів Маргарита, які залишилися на Еспаньйолі, й далі знущалися з тубільців. Замість того, щоб заборонити це, Колумб брав участь у поневоленні корінного населення. У лютому 1495 року він захопив 1500 араваків, деякі з яких повстали проти гніту колоністів, і багато з яких згодом були звільнені або захоплені карибами.  Того місяця Колумб відправив приблизно 500 цих американців до Іспанії, щоб продати їх як рабів; близько 40 % померли в дорозі, а половина з решти прибули до Іспанії дуже хворими. У червні того ж року іспанська корона надіслала кораблі та припаси до колонії на Еспаньйолі, які допоміг придбати флорентійський купець Джанотто Берарді. У жовтні Берарді отримав майже 40 000 мараведі за продаж карибських рабів, які, як стверджувалося, були або канібалами або військовими в'язнями.
Система збору данини Колумба була описана його сином Фердінандом: «У Сібао, де були золоті копальні, кожна особа віком від чотирнадцяти років повинна була сплатити податок — золотий пісок, в обсязі, достатньому, щоб заповнити дзвіночок, що вішався на шию яструбам; а інші — 25 фунтів бавовни з людини. Кожного разу, коли індіанець віддавав свою данину, він мав отримати мідний жетон, який він мав носити на шиї як доказ того, що він сплатив свою данину; будь-який індіанець, виявлений без такого жетона, мав бути покараним». Іспанські монархи, які запропонували використовувати систему жетонів, закликали до легкого покарання, але на практиці будь-якому індіанцю, знайденому без мідного жетона, відрубували руки, що, ймовірно, було смертним вироком. Оскільки на острові не було великої кількості золота, у тубільців не було шансів виконати квоту Колумба, і, як повідомляється, тисячі людей покінчили життя самогубством. До 1497 року система данини майже зруйнувалася.
У 1495 році Колумб захворів і в цей час його люди діяли без порядку, жорстоко поводячись з тубільцями, зокрема катуючи їх, щоб дізнатися, де нібито було золото. Коли він одужав, він повів людей і собак, щоб полювати на тубільців, які втікали від своїх обов'язків, убиваючи їх або відрубуючи їм руки як попередження іншим. Жорстокості та вбивства здійснювалися навіть проти хворих і беззбройних тубільців. Крім того, іспанські колоністи за правління Колумба почали купувати та продавати тубільців як рабів, у тому числі дітей.
Іспанський флот покинув Ла-Ізабелу 10 березня 1496 р. Зустрічні пасати відкинули кораблі назад до Малих Антильських островів, і оскільки запаси провізії почали скорочуватися, 10 квітня Колумб вирішив попросити їжі у тубільців Гваделупи. Вийшовши на берег, іспанці потрапили в засідку і були обстріляні стрілами, у відповідь вони знищили кілька хиж тубільців. Іспанці захопили в заручники групу з 13 місцевих жінок і дітей, щоб змусити тубільців продати їм маніок. Niña та India покинули Гваделупу 20 квітня. 8 червня флот прибув до Португалії, біля Одеміри, і 11 червня повернувся до іспанського Кадіса.

### Третє плавання (1498—1500)

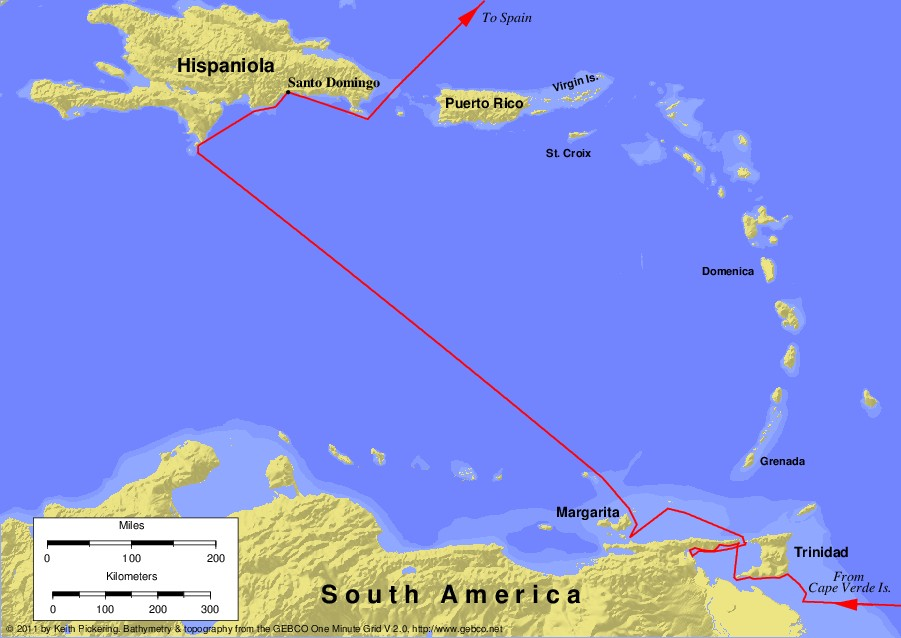
Маршрут третього плавання Колумба

Згідно з журналом Колумба в редакції Бартоломе де лас Касаса, мета третього плавання полягала в тому, щоб перевірити існування континенту, який, як вважав португальський король Жуан II, був розташований на південному заході від островів Кабо-Верде. Король Жуан, як повідомляється, знав про існування такого материка, оскільки «було перехоплені каное, які вирушили з узбережжя Гвінеї у Західній Африці на захід із товарами». Італійський мореплавець на англійській службі Джованні Кабото (Джон Кабот), в червні 1497 року, здійснюючи плавання на замовлення англійського короля Генріха VIII, ймовірно, досягнув материкової частини американського континенту, хоча місце його висадки залишається спірним.

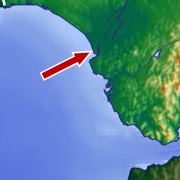
Розташування Санлукар-де-Баррамеда, відправної точки третьої подорожі Колумба

30 травня 1498 року Колумб вирушив із іспанського Санлукара на шести кораблях у свою третю подорож до Америки. Три кораблі пішли напряму до Еспаньйоли з необхідними припасами, тоді як сам Колумб на чолі інші трьох кораблів вирушив на дослідження земель, що могли лежати на південь від Карибських островів і пошуки проходу до континентальної Азії. Колумб привів свій флот до португальського острова Порту-Санту, батьківщини своєї дружини. Потім він відплив на Мадейру і провів там деякий час з португальським капітаном Жуаном Гонсалвішем да Камара, перш ніж відпливти до Канарських островів і Кабо-Верде.
13 липня флот Колумба увійшов у тропічну зону депресії середньої Атлантики і його кораблі на кілька днів потрапили в штиль, а запаси їжі та води псувались від спеки. Після того, як східний вітер відновився, флотилія продовжила свій рух на захід, і просувалась в цьому напрямку до 22 липня, коли були помічені птахи, що летіли з південного заходу на північний схід, і флот повернув на північ у напрямку Домініки. 31 липня вони побачили острів Тринідад, наблизившись до нього із південного сходу. Флот проплив вздовж південного узбережжя і увійшов у протоку «Бока-де-ла Сьєрпе», ставши на якір біля скелі Сольдадо (на захід від мису Ікакос, крайньої південно-західної точки Тринідаду), де вони зіткнулися з групою індіанців на каное. 1 серпня Колумб і його висадились на сушу поблизу гирла річки Оріноко в Південній Америці, в районі сучасної Венесуели. Виходячи з повноводності річок та інших топографічних ознак Колумб визнав, що земля перед ним є, імовірно, не островом, а материком і називав його як otro mundo («інший світ»), Колумб тим не менш зберігав переконання, що це була Азія — і, можливо, земний рай.
2 серпня члени експедиції висадилися на мисі Ікакос (який Колумб назвав Пунта-де-Ареналь) у сучасному Тринідаді, ледве уникнувши жорстокої сутички з тубільцями. Вранці 4 серпня цунамі ледь не перекинуло корабель Колумба. Дослідники перепливли затоку Парія і 5 серпня висадилися на материковій частині Південної Америки на півострові Парія. Колумб, який протягом місяця страждав від безсоння та мав проблеми із зором через налиті кров'ю очі, дозволив іншим капітанам флоту вийти на берег першими: один поставив хрест, а інший записав, що Колумб згодом висадився, щоб офіційно прийняти цю територію під управління Іспанії. Вони попливли далі на захід, де Колумб, побачивши перли, змусив послати людей на берег зібрати їх якомога більше. Тубільці забезпечили харчування, включно з кукурудзяним вином, новим для Колумба. Змушений дістатися Еспаньйоли до того, як їжа на борту його корабля зіпсувалася, Колумб з розчаруванням виявив, що вони запливли не в протоку, а у прісноводне гирло ріки, і після того, як вони поповнили запаси прісної води, флотилії довелося повернутися на схід, щоб знову вийти у відкритий океан.
Проводячи спостереження в морі за допомогою квадранта, Колумб неточно виміряв полярний радіус добового руху Полярної зорі, який становив п'ять градусів, що було вдвічі більше за інше помилкове значення, яке він зробив до того північніше.. Це змусило його описати форму Землі як грушоподібну, зі звуженням в напрямку «Раю» (на південь). Насправді Земля дійсно має трохи грушоподібну форму, але її «вужча» частина розташована на півночі). Потім він відплив до островів Чакачакаре та Маргарита (досягнувши останнього 14 серпня) і побачив Тобаго (який він назвав Bella Forma) і Гренада (який він назвав Concepción).

#### Губернаторство і повстання колоністів
Після своєї другої подорожі, Колумб запропонував відправити 330 осіб на постійне (хоча й добровільне) поселення на Еспаньйолі, і всі вони мали фінансуватись за кошти корони. Зокрема, він попросив 100 чоловіків, які б працювали солдатами та слюсарями, 40 сквайрів, 30 матросів, 30 юнг, 20 ювелірних майстрів, 10 садівників, 20 різноробів і 30 жінок. На додаток до цього, планувалося утримувати ченців і священнослужителів, лікаря, фармацевта, травника та музикантів для розваги колоністів. Побоюючись, що король буде незадоволений необхідністю витрачати власні кошти на їх зарплату, Колумб запропонував помилувати іспанських злочинців в обмін на кілька років неоплачуваної служби на Еспаньйолі, і король погодився на це. Щоб отримати помилування за смертну кару, необхідно було безоплатно пропрацювати два роки, а за менш тяжкі злочини — один рік. Вони також наказали, що злочинці, засуджені в Іспанії до вигнання, також зможуть вирушити на заслання на Еспаньйолу.
Цих нових колоністів відправили прямо на Еспаньйолу на трьох кораблях із припасами, поки Колумб на чолі інших трьох кораблів здійснював свої дослідження. Коли ці нові колоністи прибули на Еспаньйолу, там назрівало повстання під проводом Франциско Ролдана (людини, яку Колумб залишив головним управлінцем під керівництвом своїх братів Дієго та Бартоломео). До того часу, коли Колумб прибув на Еспаньйолу, Ролдан утримував під своїм контролем територію Ксарагуа, а деякі з нових колоністів приєдналися до його повстання.
Коли хворий Колумб прибув 19 серпня на Еспаньйолу він виявив, що багато іспанських поселенців нової колонії повстали проти його правління, стверджуючи, що Колумб ввів їх в оману щодо нібито щедрих багатств, які вони очікували знайти в нововідкритих землях. Одночасно декілька поселенців і моряків, які самовільно повернулися до Іспанії, скаржилися при іспанському дворі на методи Колумба, звинувачуючи його та його братів у грубій безгосподарності. Колумб наказав повісити частину поселенців за непокору і протягом кількох місяців намагався домовитися з повстанцями. За його наказом Ролдан судив інших повстанців, наказавши повісити свого колишнього партнера, Адріана де Мухіку.
Колумб мав власну економічну зацікавленість у поневоленні тубільців Еспаньйоли і з цієї причини не поспішав охрестити їх, що викликало критику з боку деяких служителів церкви. Запис у його журналі за вересень 1498 року говорить: „Звідси можна було б відправляти, в ім'я Святої Трійці, стільки рабів, скільки можна продати…“.
Зрештою Колумб був змушений укласти мир із бунтівними колоністами на принизливих для себе умовах. 1500 року Корона усунула його з посади губернатора, заарештувала та перевезла в кайданах до Іспанії. Зрештою його звільнили і дозволили повернутися до Америки, але не на посаду губернатора. Додаткова образа Колумбу була завдана у 1499 році, коли португальський дослідник Васко да Гама повернувся зі своєї першої подорожі до Індії, під час якої він проплив навколо південного краю Африки і відкрив для Португалії морський шлях до справжньої „Індії“.
Колумб був фізично й інтелектуально виснажений, його тіло було вражене артритом і він мав проблеми із зором. У жовтні 1499 року він відправив два кораблі до Іспанії з проханням до Кастильського двору призначити королівського комісара, щоб допомогти йому керувати державою. 3 лютого 1500 року він повернувся до Санто-Домінго з планами повернутись назад до Іспанії, щоб захистити себе від обвинувачень колишніх поселенців.

#### Слідство Бобадільї
Після того, в результаті своєї третьої подорожі Христофор Колумб потрапив у немилість, католицькі королі вирішили організовувати іспанські експедиції в Новий Світ без участі Колумба. 18 травня 1499 року Алонсо Охеда на двох кораблях з командою з 57 моряків, серед яких був і Амеріго Веспуччі вийшли з Кадісу. 

Бобаділья зраджує Колумба Луїджі Грегорі, бл. 1883 (фрески Колумба в Університеті Нотр-Дам)

21 травня 1499 року Фердинанд і Ізабелла призначили замість Колумба нового, другого губернатора Індій (так спільно називались іспанські володіння в Америці) Франсіско де Бобаділья, командора Ордену Калатрави. Його також призначили слідчим суддею для проведення розслідування подій, що відбулися на острові Еспаньйола, через безперервні скарги на методи управління Христофора Колумба та його братів на острові, повстання Франсіско Ролдана та звинувачення в зраді від його численних ворогів. Католицькі королі надали Франсіско де Бобаділья майже необмежені повноваження для проведення слідчих дій на посаді губернатора в Америці. Від королів Бобаділья отримав наказ з'ясувати „які особи повстали проти адмірала та нашого правосуддя і з якої причини і яку шкоду вони заподіяли“, а після цього „затримати тих, кого Ви визнаєте винними…, а також конфіскуйте їхнє майно“. Наказ королів щодо Колумба наголошував, що адмірал повинен відмовитися від будь-яких адміністративних повноважень в колоніях і зберегти собі лише свої особисті статки та майно».
У серпні 1500 року Франсіско де Бобаділья з загоном у 500 солдатів на двох каравелах («Года» та «Антигуа») прибув до Санто-Домінго, де Дієго Колумб наглядав за стратою повстанців, у той час як сам Христофор Колумб придушував повстання в Гренаді. До Бобаділья негайно надійшло багато серйозних скарг на усіх трьох братів Колумбів, у тому числі на те, що «сім іспанців було повішено того тижня», а ще п'ятеро чекали страти.
Бобаділья застосував силу, щоб запобігти страті кількох ув'язнених, а згодом заволодів майном Колумба, зокрема документами, які Христофор зберігав для захисту від звинувачень в Іспанії. Щоб залучити на свій бік симпатії іспанських поселенців, Бобаділья скасував на двадцять років стягнення податків, а потім викликав до себе адмірала. На початку жовтня 1500 року Колумб і Дієго зустрілись з Бобадільєю і були закуті в кайдани на борті корабля «Ла Горда», власного корабля Колумба. Лише корабельний кухар погодився закути осоромленого адмірала в кайдани. Бобаділья конфіскував велику частину золота та іншої власності Колумба. Фердинанд Колумб записав, що губернатор взяв «свідчення від їхніх відкритих ворогів, бунтівників, і навіть виявив відкриту прихильність», і продав з аукціону деякі володіння його батька «за одну третину їх вартості».
Розслідування Бобадільї виявило, що Колумб забороняв священникам хрестити тубільців без його прямого дозволу, щоб він міг спочатку вирішити, чи варто їх продавати в рабство. Він нібито захопив плем'я з 300 осіб під захистом Ролдана, щоб продати його в рабство, і повідомив іншим християнам, що половину їхніх слуг-тубільців слід віддати йому. Крім того, він нібито наказав відшмагати щонайменше 12 іспанців і зв'язати їх за шию та ноги за обмін золота на їжу без його дозволу. Інші звинувачення включають те, що він: наказав відшмагати жінку, посадивши її голою на спині осла за те, що вона збрехала про свою вагітність, відрізав іншій жінці язик за те, що нібито образила його та його братів, перерізав горло іспанцю за його гомосексуалізм, наказав повісити християн за крадіжку хліба, наказав відрубати руку юнзі за використання пастки для лову риби, а іншій людині наказав відрізати ніс і вуха, а також відшмагати батогом, закувати в кайдани, і вигнати з поселення. Кільком іспанцям Колумб присудив потенційно смертельне покарання в 100 ударів батогом, іноді навіть оголеними. Близько п'ятдесяти чоловік померли від голоду на Ла-Ізабелі через суворий контроль над пайками, попри надлишок запасів.

#### Судовий процес в Іспанії

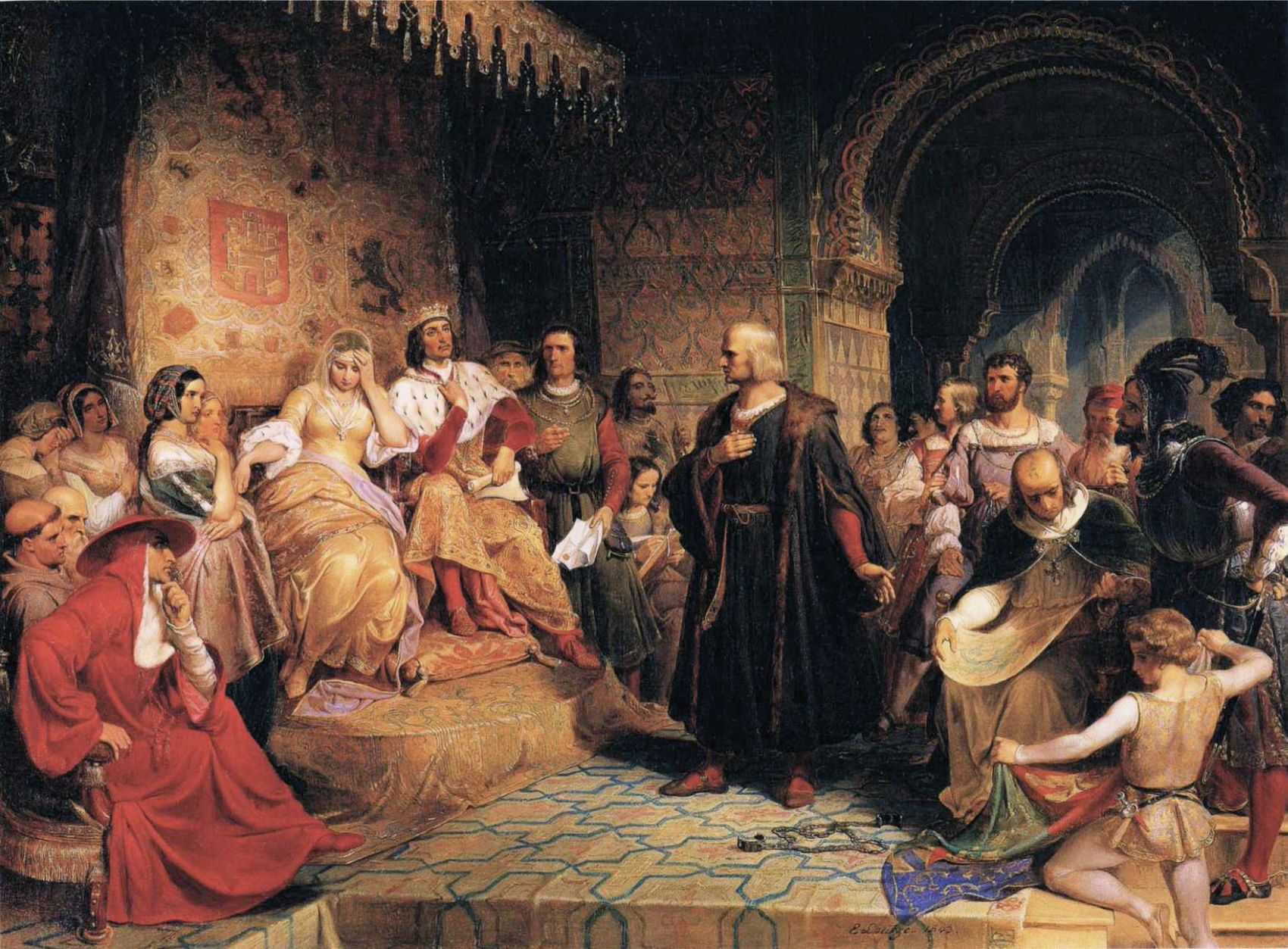
Колумб перед королевою. (Емануель Ґотліб Лойце, 1843. Бруклінський музей мистецтва)

Кілька поселенців і монахів, які повернулися з «Індії» до метрополії, виступали проти Колумба при іспанському дворі, звинувачуючи його в поганому управлінні. На власне прохання Колумб залишався в ланцюгах протягом усієї подорожі додому. Одного разу з Кадісу сумний Колумб написав своєму другові при дворі:
Минуло вже сімнадцять років, як я прийшов служити цим королям у Підприємстві Індії. Вони змусили мене витратити вісім із них на різні обговорення, а наприкінці відкинули мою пропозицію як жарт. Проте я наполягав на цьому… Там я віддав під їхній суверенітет більше землі, ніж є в Африці та Європі, і понад 1700 островів… За сім років я, божественною волею, здійснив це завоювання. У той час, коли я мав право розраховувати на винагороду та відставку, мене гвалтовно заарештували й відправили додому, закованого в ланцюги… Звинувачення було висунуто зі злого наміру на основі звинувачень, висунутих цивільними особами, які повстали й хотіли заволодіти землями… Прошу вашої ласки, з ревністю вірних християн, до яких довіряють їхні високості, прочитати всі мої папери та розглянути, як я, який прибув, щоб служити цим правителям, зараз опинився до кінця моїх днів безпричинно позбавленим честі та майна, рішенням, в якому немає ані справедливості, ані милосердя.
Колумб і його брати були ув'язнені на шість тижнів, перш ніж зайнятий король Фердинанд наказав їх звільнити. 12 грудня 1500 року король і королева викликали братів Колумбів до палацу Альгамбра в Гранаді. Після того, як з нього було зняті ланцюги, Колумб носив укорочені рукави, щоб демонструвати сліди від ланцюгів на його зап'ястях. Королівська пара вислухала благання братів Колумбів. Христофор в сльозах визнав свої провини та благав пробачення. Братам було повернуто свободу та майно, але у вересні 1501 року повноваження Колумба як губернатора нововідкритих земель були остаточно скасовані. Новим губернатором Індії мав стати Ніколас де Овандо-і-Касерес, хоча Колумб зберіг титули адмірала та віцекороля. Королівський мандат від 27 вересня наказував Бобадільї повернути усю власність та майно Колумба.

### Четверте плавання (1502—1504)

Загальний маршрут четвертого плавання Колумба

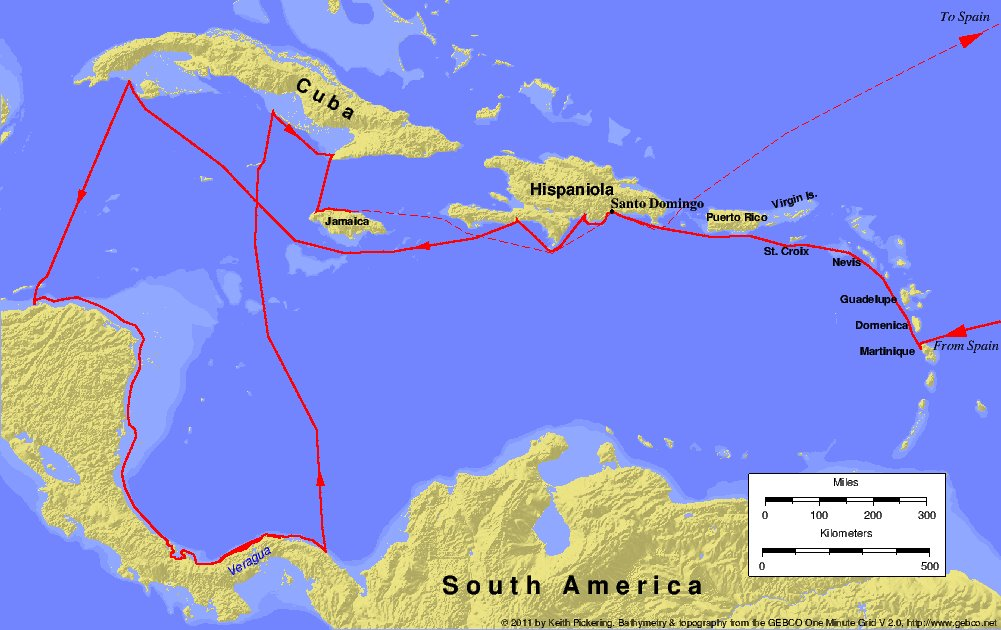
Маршрут четвертого плавання Колумба в Карибському морі

Після довгих переконань, суверени Кастилії та Арагону погодилися профінансувати четверту подорож Колумба. Це був його останній шанс проявити себе і стати першою людиною, яка здійснила навколосвітнє плавання. Метою Колумба було знайти Малаккську протоку до Індійського океану. В той же час це була перша подорож Колумба не в статусі губернатора відкритих ним земель, більш того, королівським розпорядженням йому прямо суворо заборонялось зупинятись на Еспаньйолі, а доручалось лише займатись пошуками шляху на захід до Індійського океану.
14 березня 1502 року Колумб розпочав свою четверту подорож на чолі команди з 147 чоловіків. Колумб написав з Севільї лист до керівників банку Святого Георгія в Генуї, датований 2 квітня 1502 року: «Хоча моє тіло тут, моє серце завжди поруч з вами». У супроводі свого зведеного брата Бартоломео Дієго Мендеса та 13-річного сина Фернандо він покинув Кадіс 9 травня 1502 року на чолі флотилії з чотирьох кораблів — Capitana (флагман), а також Gallega, Vizcaína та Santiago de Palos. Спочатку вони відпливли до португальської Асіли на марокканському узбережжі, щоб врятувати португальських солдатів, які, як він чув, перебували в облозі маврів.
Завдяки пасатам Колумбу вдалось швидко перетнути Атлантику лише за двадцять днів і 15 червня вони висадилися на острові Мартиніка. Колумб вважав, що наближається ураган і оскільки один з його кораблів потребував ремонту, він попрямував до Еспаньйоли, попри те, що йому було заборонено висаджуватись там. Він прибув до Санто-Домінго 29 червня, але йому було відмовлено у прихистку в порту, а новий губернатор відмовився прислухатися до його попередження про наближення потужного шторму. Поки кораблі Колумба ховалися в гирлі річки Хайна, губернатор Бобаділья відплив із Ролданом і золотом Колумба на борту свого корабля в супроводі конвою з 30 інших суден. Особисте золото та інше майно Колумба завантажили на крихке судно Aguya, яке вважалося найменш придатним для трансокеанського плавання судном цього флоту. Початок урагану прибив деякі кораблі до берега, а деякі затонули в гавані Санто-Домінго. Вважається, що корабель Бобадільї досяг східного краю Еспаньйоли перед тим, як затонув. Близько 20 інших суден затонули в Атлантиці, загалом потонули близько 500 осіб. Три пошкоджені кораблі повернулися в Санто-Домінго, на одному з них були Хуан де ла Коса і Родріго де Бастідас. З усього флоту лише Aguya безпечно дістався до Іспанії, змусивши деяких ворогів Колумба звинуватити його в створенні шторму.
Перечекавши ураган, Колумб зі своїми людьми зробив короткі зупинки на Ямайці та біля узбережжя Куби для поповнення запасів і відплив до сучасної Центральної Америки, прибувши до Гуанахи (Ісла-де-лос-Пінос) на островах Іслас-де-ла-Байя біля узбережжя Гондурасу 30 липня 1502 року. Тут Бартоломео зустрів місцевих купців (можливо майя) і велике каное, наповнене вантажем, що було «довге, як галера». Тубільці познайомили Колумба та його команду з какао. Колумб розмовляв зі старійшиною і думав, що той описав, як бачив людей з мечами та кіньми (можливо, іспанців), і що вони були «всього десять днів шляху до річки Ганг». 14 серпня Колумб висадився на материковій частині Америки в Пуерто-Кастілья, поблизу Трухільйо в сучасному Гондурасі. Він провів два місяці в пошуках проходу, досліджуючи узбережжя сучасних Гондурасу, Нікарагуа та Коста-Ріки та 16 жовтня прибув в затоку Альміранте у сучасній Панамі.
У середині листопада деякі тубільці повідомили Колумбу, що провінція під назвою Сігуаре «розташована лише за дев'ять днів подорожі сушею на захід» або приблизно за 200 миль від його місця розташування у Верагуа. Тут мали бути знайдені «золото без межі», «люди, що носять коралі на голові», які «знають перець», «торгують на ярмарках і базарах», які «звикли воювати». Пізніше Колумб напише правителям, що, за словами тубільців, «море охоплює Сігуаре, і … подорож по ньому до річки Ганг займає десять днів». З цього можна припустити, що Колумб здогадувався, що він знайшов невідомий континент, відмінний від Азії.

5 грудня 1502 року Колумб і його команда потрапили в шторм такої сили, з яким вони раніше не зустрічались. У своєму журналі Колумб пише:
Дев'ять днів я був, як заблуканий, без надії на життя. Очі ніколи не бачили моря таким розлюченим, таким високим, таким вкритим піною. Вітер не тільки перешкоджав нашому просуванню, але й не давав можливості втекти за будь-який мис у пошуках укриття; тому ми були змушені триматися в цьому кривавому океані, який кипів, як горщик на гарячому вогні. Ніколи небо не виглядало так жахливо; цілий день і цілу ніч воно палало, як піч, і блискавка бриніла з такою силою, що щоразу я думав, чи не знесла вона мої лонжерони та вітрила; спалахи спалахнули з такою люттю й жахом, що ми всі думали, що корабель підірветься. Весь цей час вода не переставала падати з неба; Я не кажу, що йшов дощ, бо це було схоже на ще одну повінь. Чоловіки були настільки виснажені, що прагнули смерті, щоб покласти край їхнім жахливим стражданням.

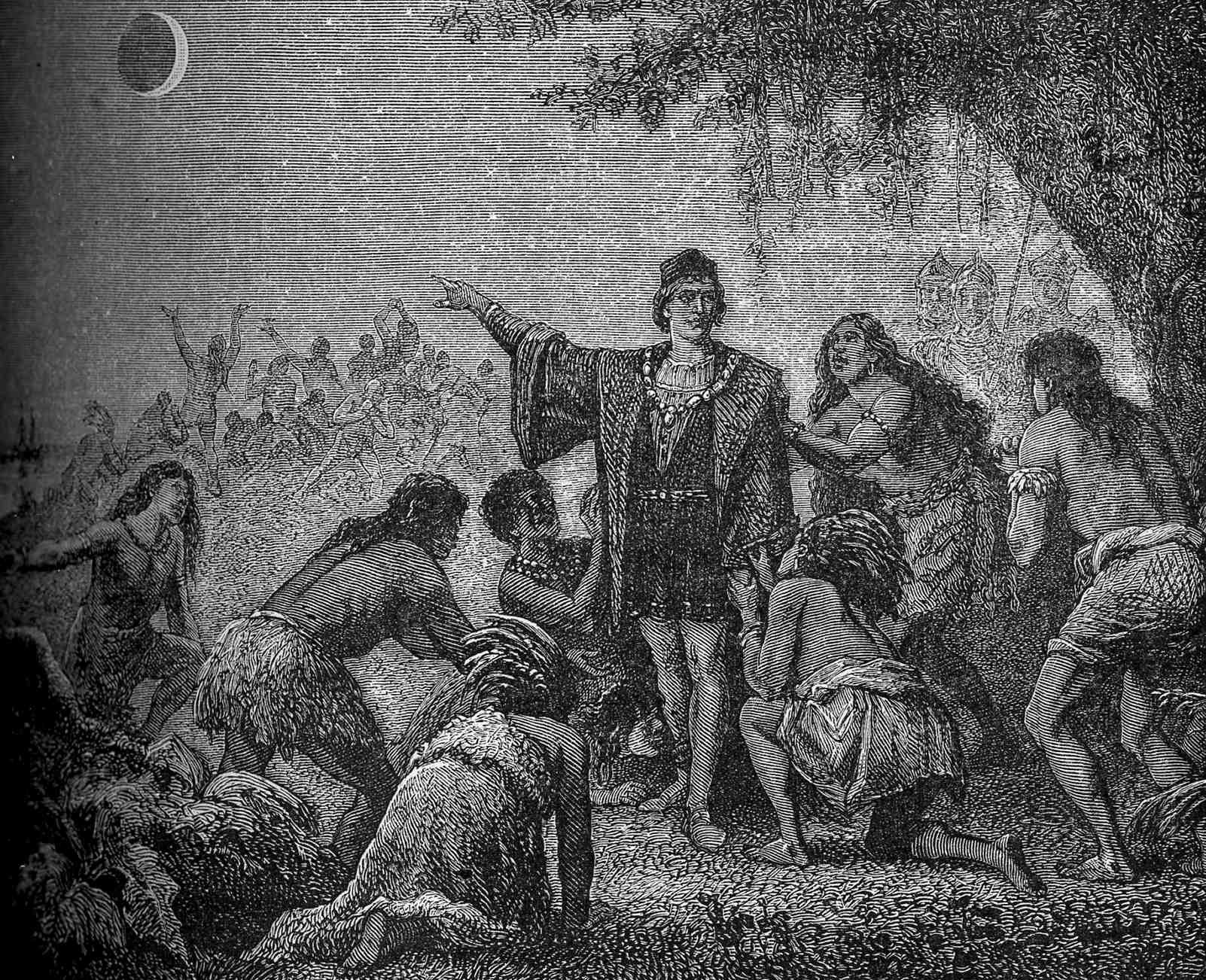
Колумб, який вражає тубільців, передбачаючи місячне затемнення (1879)

У Панамі Колумб дізнався про золото Гуаймі та протоку до іншого океану. Після деяких досліджень, у січні 1503 року він розмістив гарнізон у гирлі річки Белен. 6 квітня гарнізон захопив лідера місцевого племені Ель Кібіан, який пізніше втік і повернувся на чолі армії, яка атакувала іспанців і пошкодила деякі іспанські кораблі так, що одне судно довелося покинути. 16 квітня Колумб вирушив на Еспаньйолу. 10 травня він відкрив Кайманові острови, назвавши їх Лас-Тортугас на честь численних морських черепах. Десь в цьому районі його кораблі потрапили в шторм і зазнали значних пошкоджень, проте екіпажам вдалось довести їх до узбережжя Ямайки, де 25 червня вцілілі члени експедиції висадились на берег у затоці Сент-Енн.
Оскільки подальше плавання на пошкоджених кораблях було неможливим, протягом року Колумб і його люди залишалися заблокованими на Ямайці. Іспанець Дієго Мендес разом з кількома тубільцями вирушили на вітрильному каное за допомогою на Еспаньйолу. Губернатор острова Ніколас де Овандо-і-Касерес був противником Колумба і перешкоджав усім спробам врятувати його та його людей. Тим часом Колумбу довелося вразити тубільців, щоб запобігти їхньому нападу та завоювати їхню прихильність. Він зробив це, правильно передбачивши місячне затемнення 29 лютого 1504 року, використовуючи ефемериду німецького астронома Регіомонтана.
У травні 1504 року відбулася битва між людьми, вірними Колумбу, і тими, хто був вірним братам Поррас, під час якої відбулась дуель на мечах між Бартоломео Колумбом і Франсіско де Поррас. Бартоломео переміг Франсіско, але врятував йому життя. Таким чином заколот припинився. 29 червня нарешті прибула каравела від губернатора Еспаньйоли, надіслана на прохання Дієго Мендесом. У цей час в живих залишалися 110 учасників експедиції з 147, які відпливли з Іспанії з Колумбом. Через сильний зустрічний вітер, каравела витратила на зворотний шлях до Еспаньйоли 45 днів, тоді як Дієго Мендес раніше подолав цю відстань на каное за чотири дні.
Близько 38 зі 110 чоловіків, які вижили, вирішили не повертатись до Іспанії і залишилися на Еспаньйолі. 11 вересня 1504 року Христофор Колумб і його син Фернандо вирушили на іспанській каравелі, що поверталась з Еспаньйоли до Іспанії, на рівні з іншими пасажирами оплативши право піднятись на борт. Вони прибули в Санлукар-де-Баррамеда 7 листопада, а звідти вирушили до Севільї.

## Спадщина

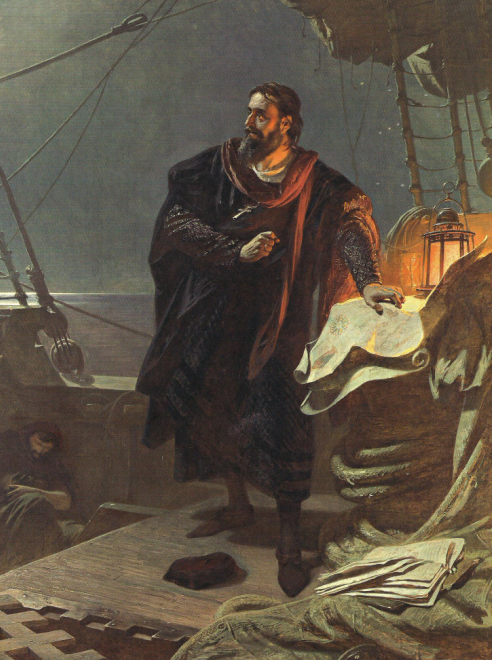
Колумб на картині Карла фон Пілоті (XIX століття)

Звістка про відкриття Колумбом нових земель на заході Атлантики спонукала низку інших європейських держав, що прагнули отримати свою частку потенційного прибутку від торгівлі та колонізації нових земель, також долучитись до організації плавань через Атлантику та до спроб колонізації нововідкритих земель. Це призвело до Колумбового обміну (масовий обмін тваринами, рослинами, надбаннями культури, людськими популяціями, у тому числі рабами, інфекційними захворюваннями та ідеями між американською та афро-євразійською півкулями) та активного розвитку трансатлантичної торгівлі. Ці події, вплив і наслідки яких зберігаються дотепер, часто вважають початком Нового часу.
Вже після першого плавання на захід, Колумб розмірковував над тим, щоб поневолити тубільців, а після повернення розповів про готовність тубільців прийняти християнство. Під час другої подорожі Колумба сталася велика сутичка між європейцями та корінними американцями, перша за декілька століть відтоді, як європейські вікінги залишили узбережжя Америки. 1503 року іспанські монархи заснували індіанські конгрегації, поселення, призначені для переселення та експлуатації тубільців.
З початком Доби великих географічних відкриттів, що почалася в XV столітті, європейці досліджували світ океаном, шукаючи певні торгові товари, людей для поневолення, а також торгові місця та порти. Найбільш бажаними товарами для торгівлі були золото, срібло та прянощі. Для католицьких монархій Іспанії та Португалії поділ впливу землі, відкритої Колумбом, став необхідним, щоб уникнути конфлікту. Це було вирішено завдяки втручанню папи в 1494 році, коли Тордесільяський договір мав на меті розділити світ між двома державами. Португальці повинні були отримати все за межами Європи на схід від лінії, яка проходила в 270 льє на захід від островів Зеленого Мису. Іспанці отримали все, що було на захід від цієї лінії, територію, яка досі була майже повністю невідомою, і, як виявилося, передусім переважну більшість континентів Америки та островів Тихого океану. 1500 року португальський мореплавець Педру Алваріш Кабрал прибув до точки на східному узбережжі Південної Америки з португальської сторони лінії поділу. Це призведе до португальської колонізації території сучасної Бразилії.
У 1499 році італійський дослідник Амеріго Веспуччі брав участь у подорожі до нововідкритих на заході земель разом із колишніми супутниками Колумба Алонсо де Охедою та Хуаном де ла Коса. У своїй Книзі привілеїв 1502 року Колумб назвав відкриту ним землю Indias Occidentales (Західна Індія або Вест-Індія), зазначивши, що вона «невідома всьому світу». Пізніше того ж року, під час свого четвертого і останнього плавання до Америки, він зібрав інформацію від центрально-американських тубільців, яка, можливо, дозволила Колумбу усвідомити, що знайшов нову землю. Веспуччі, який спочатку також вірив, що Колумб досягнув Азії, в 1503 році у свойому листі до Лоренцо ді П'єрфранческо Медічі стверджував, що він уже два роки знав, що ці землі є новим, невідомим до того континентом. В листі до флорентійського політика П'єро Содеріні, що приписується Веспуччі (хоча його автентичність і було поставлено під сумнів) та був опублікований близько 1505 року, Амеріго стверджує, що він вперше досягнув американського материка в 1497 році, за рік до того, як Колумб досяг узбережжя Південної Америки під час свого третього плавання. 1507 року, через рік після смерті Колумба, на карті німецького картографа Мартіна Вальдземюллера Новий Світ був названий «Америкою». 1513 року Вальдземюллер відмовився від цієї назви, мабуть після того, як Себастьян Кабот, Бартоломе де лас Касас і багато інших заявили, що лист Содеріні був фальсифікацією. На своїй новій карті Вальдземюллер позначив відкритий Колумбом новий континент Terra Incognita («Невідома Земля»).

## Виноски
1. ↑  Пізніше Фернандо називав себе «головною причиною відкриття цих островів»[29]
2. ↑  Some have argued that Santángel, a Jew who had converted to Catholicism to avoid Spanish persecution, aimed to open a channel to a safer place for fellow Jews to reside.[30]
3. ↑  Колумб завжди згадував його як "La Capitana" ("Капітан")
4. ↑  Shen Kuo discovered 400 years earlier, in Asia, the concept of true north in terms of magnetic declination towards the north pole, with experimentation of suspended magnetic needles and "the improved meridian determined by Shen's [astronomical] measurement of the distance between the polestar and true north".[41]
5. ↑  This map is based on the premise that Columbus first landed at Plana Cays.[42] The island considered by Samuel Eliot Morison to be the most likely location of first contact[43] is the easternmost land touching the top edge of this image.
6. ↑  Двоє інших мореплавцев також вважали, що бачать це світло, один незалежно від Колумба. Сильний вітер і той факт, що вони були приблизно в 56 мілях від суші, вказують на те, що це малоймовірно [45].
7. ↑  За словами Семюеля Еліота Морісона, Тріана побачив «щось на зразок білої піщаної скелі, що сяяла в місячному світлі на західному горизонті, потім іншу, і темну смугу піску, що з’єднує їх». [47]
8. ↑  Кажуть, що Колумб відповів Пінцону: «Я даю тобі п’ять тисяч мараведі в подарунок!» [47]
9. ↑  Renamed from Watling's Island in 1925 in the belief that it was Columbus's San Salvador[51]
10. ↑  Other candidates are the Grand Turk, Cat Island, Rum Cay, Samana Cay, or Mayaguana.[43]
11. ↑  At the time, three major indigenous peoples populated the islands. The Taíno occupied the Greater Antilles, the Bahamas, and the Leeward Islands; they can be subdivided into Classic Taínos, who occupied Hispaniola and Puerto Rico; Western Taínos, who occupied Cuba, Jamaica, and the Bahamian archipelago; and the Eastern Taínos, who occupied the Leeward Islands.[57] The other two peoples are the Kalinago and Galibi in the Windward Islands and Guadeloupe, and the Ciboney (a Taíno people) and Guanahatabey of central and western Cuba, respectively.
12. ↑  "... these people are very simple as regards the use of arms, as your Highnesses will see from the seven that I have caused to be taken ... unless your Highnesses should order them all to be brought to Castille, or to be kept as captives on the same island; for with fifty men they can all be subjugated and made to do what is required of them." (Columbus, 1893, с. 41)
13. ↑  Торрес говорив на їдиш і трохи арабською; остання вважалась "материнською" усіх мов[59]
14. ↑  The Monument a Colom in that city commemorates the event.
15. ↑  A taster even tasted the food from each of his dishes before he ate to "make sure it was not poisoned". He was given his own footmen to open doors for him and to serve him at the table. Columbus was even rewarded with his own coat of arms.
16. ↑  The word "ají" is still used in South American Spanish for chili peppers.
17. ↑  Omitted from this image, Columbus returned to Guadeloupe at the end of his second voyage before sailing back to Spain.[75]
18. ↑  Officially known as the Santa María after the ship lost on the first voyage and also known as Capitana ("Flagship") for its role in the expedition. It was owned by Antonio Torres, brother of the nurse to Don Juan.
19. ↑  This was the first major battle between Europeans and Native Americans for five centuries, when the Vikings had come to the Americas.[82]
20. ↑  Tony Horwitz notes that this is the first recorded instance of sexuality between a European and Native American.[83]
21. ↑  Cuneo wrote,
While I was in the boat, I captured a very beautiful Carib woman, whom the said Lord Admiral gave to me. When I had taken her to my cabin she was naked—as was their custom. I was filled with a desire to take my pleasure with her and attempted to satisfy my desire. She was unwilling, and so treated me with her nails that I wished I had never begun. But—to cut a long story short—I then took a piece of rope and whipped her soundly, and she let forth such incredible screams that you would not have believed your ears. Eventually we came to such terms, I assure you, that you would have thought that she had been brought up in a school for whores.[84]
22. ↑  Амеріго Веспуччі був партнером Берарді[100]
23. ↑  Берарді захворів у грудні і записав, що Колумб все ще винен йому 180,000 ''мараведі за його внесок. Він також залишив під опіку адмірала, якого він називав "ваша світлість", хоча невідомо, що з нею сталось[99].
24. ↑  The hawk's bells were to be filled with gold every three months.[97] Based on Bartolomé de las Casas' account, the required quarterly weight was about the equivalent of $400 in 2021 currency.[101][102]
25. ↑  Trinidad was inhabited by both Carib-speaking and Arawak-speaking groups.